# Šachové koncovky bez pěšců
Šachové koncovky bez pěšců jsou šachové koncovky, kde je již na desce málo kamenů, a žádný z nich není pěšec. Základní matové koncovky jsou součástí těchto koncovek. Tyto koncovky se nevyskytují příliš často, kromě krále a dámy proti králi a krále a věže proti králi. Tyto pozice již studovali dávní mistři jako François-André Danican Philidor (1726-1795) či Domenico Lorenzo Ponziani (1719-1796).
Hodnocení šachových koncovek předpokládá dokonalou hru na obou stranách, jiná metoda není možná. V některých případech může jedna strana vynutit výhru, v ostatních se jedná o remízu.

## Základní maty
Šachmat lze vynutit proti samotnému králi, má-li druhá strana krále a (1) dámu, (2) věž, (3) dva střelce nebo (4) střelce a jezdce.

### Král a dáma proti králi
|   | a                                           | b                                           | c                                           | d                                           | e                                           | f                                           | g                                           | h                                           |   |
| 8 | d8 černý král · d7 bílý dáma · e6 bílý král | d8 černý král · d7 bílý dáma · e6 bílý král | d8 černý král · d7 bílý dáma · e6 bílý král | d8 černý král · d7 bílý dáma · e6 bílý král | d8 černý král · d7 bílý dáma · e6 bílý král | d8 černý král · d7 bílý dáma · e6 bílý král | d8 černý král · d7 bílý dáma · e6 bílý král | d8 černý král · d7 bílý dáma · e6 bílý král | 8 |
| 7 | d8 černý král · d7 bílý dáma · e6 bílý král | d8 černý král · d7 bílý dáma · e6 bílý král | d8 černý král · d7 bílý dáma · e6 bílý král | d8 černý král · d7 bílý dáma · e6 bílý král | d8 černý král · d7 bílý dáma · e6 bílý král | d8 černý král · d7 bílý dáma · e6 bílý král | d8 černý král · d7 bílý dáma · e6 bílý král | d8 černý král · d7 bílý dáma · e6 bílý král | 7 |
| 6 | d8 černý král · d7 bílý dáma · e6 bílý král | d8 černý král · d7 bílý dáma · e6 bílý král | d8 černý král · d7 bílý dáma · e6 bílý král | d8 černý král · d7 bílý dáma · e6 bílý král | d8 černý král · d7 bílý dáma · e6 bílý král | d8 černý král · d7 bílý dáma · e6 bílý král | d8 černý král · d7 bílý dáma · e6 bílý král | d8 černý král · d7 bílý dáma · e6 bílý král | 6 |
| 5 | d8 černý král · d7 bílý dáma · e6 bílý král | d8 černý král · d7 bílý dáma · e6 bílý král | d8 černý král · d7 bílý dáma · e6 bílý král | d8 černý král · d7 bílý dáma · e6 bílý král | d8 černý král · d7 bílý dáma · e6 bílý král | d8 černý král · d7 bílý dáma · e6 bílý král | d8 černý král · d7 bílý dáma · e6 bílý král | d8 černý král · d7 bílý dáma · e6 bílý král | 5 |
| 4 | d8 černý král · d7 bílý dáma · e6 bílý král | d8 černý král · d7 bílý dáma · e6 bílý král | d8 černý král · d7 bílý dáma · e6 bílý král | d8 černý král · d7 bílý dáma · e6 bílý král | d8 černý král · d7 bílý dáma · e6 bílý král | d8 černý král · d7 bílý dáma · e6 bílý král | d8 černý král · d7 bílý dáma · e6 bílý král | d8 černý král · d7 bílý dáma · e6 bílý král | 4 |
| 3 | d8 černý král · d7 bílý dáma · e6 bílý král | d8 černý král · d7 bílý dáma · e6 bílý král | d8 černý král · d7 bílý dáma · e6 bílý král | d8 černý král · d7 bílý dáma · e6 bílý král | d8 černý král · d7 bílý dáma · e6 bílý král | d8 černý král · d7 bílý dáma · e6 bílý král | d8 černý král · d7 bílý dáma · e6 bílý král | d8 černý král · d7 bílý dáma · e6 bílý král | 3 |
| 2 | d8 černý král · d7 bílý dáma · e6 bílý král | d8 černý král · d7 bílý dáma · e6 bílý král | d8 černý král · d7 bílý dáma · e6 bílý král | d8 černý král · d7 bílý dáma · e6 bílý král | d8 černý král · d7 bílý dáma · e6 bílý král | d8 černý král · d7 bílý dáma · e6 bílý král | d8 černý král · d7 bílý dáma · e6 bílý král | d8 černý král · d7 bílý dáma · e6 bílý král | 2 |
| 1 | d8 černý král · d7 bílý dáma · e6 bílý král | d8 černý král · d7 bílý dáma · e6 bílý král | d8 černý král · d7 bílý dáma · e6 bílý král | d8 černý král · d7 bílý dáma · e6 bílý král | d8 černý král · d7 bílý dáma · e6 bílý král | d8 černý král · d7 bílý dáma · e6 bílý král | d8 černý král · d7 bílý dáma · e6 bílý král | d8 černý král · d7 bílý dáma · e6 bílý král | 1 |
|   | a                                           | b                                           | c                                           | d                                           | e                                           | f                                           | g                                           | h                                           |   |

|   | a                                           | b                                           | c                                           | d                                           | e                                           | f                                           | g                                           | h                                           |   |
| 8 | a8 bílý dáma · d8 černý král · d6 bílý král | a8 bílý dáma · d8 černý král · d6 bílý král | a8 bílý dáma · d8 černý král · d6 bílý král | a8 bílý dáma · d8 černý král · d6 bílý král | a8 bílý dáma · d8 černý král · d6 bílý král | a8 bílý dáma · d8 černý král · d6 bílý král | a8 bílý dáma · d8 černý král · d6 bílý král | a8 bílý dáma · d8 černý král · d6 bílý král | 8 |
| 7 | a8 bílý dáma · d8 černý král · d6 bílý král | a8 bílý dáma · d8 černý král · d6 bílý král | a8 bílý dáma · d8 černý král · d6 bílý král | a8 bílý dáma · d8 černý král · d6 bílý král | a8 bílý dáma · d8 černý král · d6 bílý král | a8 bílý dáma · d8 černý král · d6 bílý král | a8 bílý dáma · d8 černý král · d6 bílý král | a8 bílý dáma · d8 černý král · d6 bílý král | 7 |
| 6 | a8 bílý dáma · d8 černý král · d6 bílý král | a8 bílý dáma · d8 černý král · d6 bílý král | a8 bílý dáma · d8 černý král · d6 bílý král | a8 bílý dáma · d8 černý král · d6 bílý král | a8 bílý dáma · d8 černý král · d6 bílý král | a8 bílý dáma · d8 černý král · d6 bílý král | a8 bílý dáma · d8 černý král · d6 bílý král | a8 bílý dáma · d8 černý král · d6 bílý král | 6 |
| 5 | a8 bílý dáma · d8 černý král · d6 bílý král | a8 bílý dáma · d8 černý král · d6 bílý král | a8 bílý dáma · d8 černý král · d6 bílý král | a8 bílý dáma · d8 černý král · d6 bílý král | a8 bílý dáma · d8 černý král · d6 bílý král | a8 bílý dáma · d8 černý král · d6 bílý král | a8 bílý dáma · d8 černý král · d6 bílý král | a8 bílý dáma · d8 černý král · d6 bílý král | 5 |
| 4 | a8 bílý dáma · d8 černý král · d6 bílý král | a8 bílý dáma · d8 černý král · d6 bílý král | a8 bílý dáma · d8 černý král · d6 bílý král | a8 bílý dáma · d8 černý král · d6 bílý král | a8 bílý dáma · d8 černý král · d6 bílý král | a8 bílý dáma · d8 černý král · d6 bílý král | a8 bílý dáma · d8 černý král · d6 bílý král | a8 bílý dáma · d8 černý král · d6 bílý král | 4 |
| 3 | a8 bílý dáma · d8 černý král · d6 bílý král | a8 bílý dáma · d8 černý král · d6 bílý král | a8 bílý dáma · d8 černý král · d6 bílý král | a8 bílý dáma · d8 černý král · d6 bílý král | a8 bílý dáma · d8 černý král · d6 bílý král | a8 bílý dáma · d8 černý král · d6 bílý král | a8 bílý dáma · d8 černý král · d6 bílý král | a8 bílý dáma · d8 černý král · d6 bílý král | 3 |
| 2 | a8 bílý dáma · d8 černý král · d6 bílý král | a8 bílý dáma · d8 černý král · d6 bílý král | a8 bílý dáma · d8 černý král · d6 bílý král | a8 bílý dáma · d8 černý král · d6 bílý král | a8 bílý dáma · d8 černý král · d6 bílý král | a8 bílý dáma · d8 černý král · d6 bílý král | a8 bílý dáma · d8 černý král · d6 bílý král | a8 bílý dáma · d8 černý král · d6 bílý král | 2 |
| 1 | a8 bílý dáma · d8 černý král · d6 bílý král | a8 bílý dáma · d8 černý král · d6 bílý král | a8 bílý dáma · d8 černý král · d6 bílý král | a8 bílý dáma · d8 černý král · d6 bílý král | a8 bílý dáma · d8 černý král · d6 bílý král | a8 bílý dáma · d8 černý král · d6 bílý král | a8 bílý dáma · d8 černý král · d6 bílý král | a8 bílý dáma · d8 černý král · d6 bílý král | 1 |
|   | a                                           | b                                           | c                                           | d                                           | e                                           | f                                           | g                                           | h                                           |   |

|   | a                                           | b                                           | c                                           | d                                           | e                                           | f                                           | g                                           | h                                           |   |
| 8 | c8 černý král · e8 bílý dáma · b6 bílý král | c8 černý král · e8 bílý dáma · b6 bílý král | c8 černý král · e8 bílý dáma · b6 bílý král | c8 černý král · e8 bílý dáma · b6 bílý král | c8 černý král · e8 bílý dáma · b6 bílý král | c8 černý král · e8 bílý dáma · b6 bílý král | c8 černý král · e8 bílý dáma · b6 bílý král | c8 černý král · e8 bílý dáma · b6 bílý král | 8 |
| 7 | c8 černý král · e8 bílý dáma · b6 bílý král | c8 černý král · e8 bílý dáma · b6 bílý král | c8 černý král · e8 bílý dáma · b6 bílý král | c8 černý král · e8 bílý dáma · b6 bílý král | c8 černý král · e8 bílý dáma · b6 bílý král | c8 černý král · e8 bílý dáma · b6 bílý král | c8 černý král · e8 bílý dáma · b6 bílý král | c8 černý král · e8 bílý dáma · b6 bílý král | 7 |
| 6 | c8 černý král · e8 bílý dáma · b6 bílý král | c8 černý král · e8 bílý dáma · b6 bílý král | c8 černý král · e8 bílý dáma · b6 bílý král | c8 černý král · e8 bílý dáma · b6 bílý král | c8 černý král · e8 bílý dáma · b6 bílý král | c8 černý král · e8 bílý dáma · b6 bílý král | c8 černý král · e8 bílý dáma · b6 bílý král | c8 černý král · e8 bílý dáma · b6 bílý král | 6 |
| 5 | c8 černý král · e8 bílý dáma · b6 bílý král | c8 černý král · e8 bílý dáma · b6 bílý král | c8 černý král · e8 bílý dáma · b6 bílý král | c8 černý král · e8 bílý dáma · b6 bílý král | c8 černý král · e8 bílý dáma · b6 bílý král | c8 černý král · e8 bílý dáma · b6 bílý král | c8 černý král · e8 bílý dáma · b6 bílý král | c8 černý král · e8 bílý dáma · b6 bílý král | 5 |
| 4 | c8 černý král · e8 bílý dáma · b6 bílý král | c8 černý král · e8 bílý dáma · b6 bílý král | c8 černý král · e8 bílý dáma · b6 bílý král | c8 černý král · e8 bílý dáma · b6 bílý král | c8 černý král · e8 bílý dáma · b6 bílý král | c8 černý král · e8 bílý dáma · b6 bílý král | c8 černý král · e8 bílý dáma · b6 bílý král | c8 černý král · e8 bílý dáma · b6 bílý král | 4 |
| 3 | c8 černý král · e8 bílý dáma · b6 bílý král | c8 černý král · e8 bílý dáma · b6 bílý král | c8 černý král · e8 bílý dáma · b6 bílý král | c8 černý král · e8 bílý dáma · b6 bílý král | c8 černý král · e8 bílý dáma · b6 bílý král | c8 černý král · e8 bílý dáma · b6 bílý král | c8 černý král · e8 bílý dáma · b6 bílý král | c8 černý král · e8 bílý dáma · b6 bílý král | 3 |
| 2 | c8 černý král · e8 bílý dáma · b6 bílý král | c8 černý král · e8 bílý dáma · b6 bílý král | c8 černý král · e8 bílý dáma · b6 bílý král | c8 černý král · e8 bílý dáma · b6 bílý král | c8 černý král · e8 bílý dáma · b6 bílý král | c8 černý král · e8 bílý dáma · b6 bílý král | c8 černý král · e8 bílý dáma · b6 bílý král | c8 černý král · e8 bílý dáma · b6 bílý král | 2 |
| 1 | c8 černý král · e8 bílý dáma · b6 bílý král | c8 černý král · e8 bílý dáma · b6 bílý král | c8 černý král · e8 bílý dáma · b6 bílý král | c8 černý král · e8 bílý dáma · b6 bílý král | c8 černý král · e8 bílý dáma · b6 bílý král | c8 černý král · e8 bílý dáma · b6 bílý král | c8 černý král · e8 bílý dáma · b6 bílý král | c8 černý král · e8 bílý dáma · b6 bílý král | 1 |
|   | a                                           | b                                           | c                                           | d                                           | e                                           | f                                           | g                                           | h                                           |   |

|   | a                                           | b                                           | c                                           | d                                           | e                                           | f                                           | g                                           | h                                           |   |
| 8 | a8 černý král · h8 bílý dáma · b6 bílý král | a8 černý král · h8 bílý dáma · b6 bílý král | a8 černý král · h8 bílý dáma · b6 bílý král | a8 černý král · h8 bílý dáma · b6 bílý král | a8 černý král · h8 bílý dáma · b6 bílý král | a8 černý král · h8 bílý dáma · b6 bílý král | a8 černý král · h8 bílý dáma · b6 bílý král | a8 černý král · h8 bílý dáma · b6 bílý král | 8 |
| 7 | a8 černý král · h8 bílý dáma · b6 bílý král | a8 černý král · h8 bílý dáma · b6 bílý král | a8 černý král · h8 bílý dáma · b6 bílý král | a8 černý král · h8 bílý dáma · b6 bílý král | a8 černý král · h8 bílý dáma · b6 bílý král | a8 černý král · h8 bílý dáma · b6 bílý král | a8 černý král · h8 bílý dáma · b6 bílý král | a8 černý král · h8 bílý dáma · b6 bílý král | 7 |
| 6 | a8 černý král · h8 bílý dáma · b6 bílý král | a8 černý král · h8 bílý dáma · b6 bílý král | a8 černý král · h8 bílý dáma · b6 bílý král | a8 černý král · h8 bílý dáma · b6 bílý král | a8 černý král · h8 bílý dáma · b6 bílý král | a8 černý král · h8 bílý dáma · b6 bílý král | a8 černý král · h8 bílý dáma · b6 bílý král | a8 černý král · h8 bílý dáma · b6 bílý král | 6 |
| 5 | a8 černý král · h8 bílý dáma · b6 bílý král | a8 černý král · h8 bílý dáma · b6 bílý král | a8 černý král · h8 bílý dáma · b6 bílý král | a8 černý král · h8 bílý dáma · b6 bílý král | a8 černý král · h8 bílý dáma · b6 bílý král | a8 černý král · h8 bílý dáma · b6 bílý král | a8 černý král · h8 bílý dáma · b6 bílý král | a8 černý král · h8 bílý dáma · b6 bílý král | 5 |
| 4 | a8 černý král · h8 bílý dáma · b6 bílý král | a8 černý král · h8 bílý dáma · b6 bílý král | a8 černý král · h8 bílý dáma · b6 bílý král | a8 černý král · h8 bílý dáma · b6 bílý král | a8 černý král · h8 bílý dáma · b6 bílý král | a8 černý král · h8 bílý dáma · b6 bílý král | a8 černý král · h8 bílý dáma · b6 bílý král | a8 černý král · h8 bílý dáma · b6 bílý král | 4 |
| 3 | a8 černý král · h8 bílý dáma · b6 bílý král | a8 černý král · h8 bílý dáma · b6 bílý král | a8 černý král · h8 bílý dáma · b6 bílý král | a8 černý král · h8 bílý dáma · b6 bílý král | a8 černý král · h8 bílý dáma · b6 bílý král | a8 černý král · h8 bílý dáma · b6 bílý král | a8 černý král · h8 bílý dáma · b6 bílý král | a8 černý král · h8 bílý dáma · b6 bílý král | 3 |
| 2 | a8 černý král · h8 bílý dáma · b6 bílý král | a8 černý král · h8 bílý dáma · b6 bílý král | a8 černý král · h8 bílý dáma · b6 bílý král | a8 černý král · h8 bílý dáma · b6 bílý král | a8 černý král · h8 bílý dáma · b6 bílý král | a8 černý král · h8 bílý dáma · b6 bílý král | a8 černý král · h8 bílý dáma · b6 bílý král | a8 černý král · h8 bílý dáma · b6 bílý král | 2 |
| 1 | a8 černý král · h8 bílý dáma · b6 bílý král | a8 černý král · h8 bílý dáma · b6 bílý král | a8 černý král · h8 bílý dáma · b6 bílý král | a8 černý král · h8 bílý dáma · b6 bílý král | a8 černý král · h8 bílý dáma · b6 bílý král | a8 černý král · h8 bílý dáma · b6 bílý král | a8 černý král · h8 bílý dáma · b6 bílý král | a8 černý král · h8 bílý dáma · b6 bílý král | 1 |
|   | a                                           | b                                           | c                                           | d                                           | e                                           | f                                           | g                                           | h                                           |   |

První dva diagramy dokumentují typové matové pozice, jimiž obvykle končí tato koncovka. Samozřejmě konečná pozice se často liší od diagramů, ale motiv je stejný. Vždy je nutné zatlačit krále na první či poslední řadu. Poté je již možno dát mat dámou zepředu jako na prvním diagramu či na poslední řadě jako na druhém.
|   | a                                           | b                                           | c                                           | d                                           | e                                           | f                                           | g                                           | h                                           |   |
| 8 | e4 černý král · a1 bílý dáma · b1 bílý král | e4 černý král · a1 bílý dáma · b1 bílý král | e4 černý král · a1 bílý dáma · b1 bílý král | e4 černý král · a1 bílý dáma · b1 bílý král | e4 černý král · a1 bílý dáma · b1 bílý král | e4 černý král · a1 bílý dáma · b1 bílý král | e4 černý král · a1 bílý dáma · b1 bílý král | e4 černý král · a1 bílý dáma · b1 bílý král | 8 |
| 7 | e4 černý král · a1 bílý dáma · b1 bílý král | e4 černý král · a1 bílý dáma · b1 bílý král | e4 černý král · a1 bílý dáma · b1 bílý král | e4 černý král · a1 bílý dáma · b1 bílý král | e4 černý král · a1 bílý dáma · b1 bílý král | e4 černý král · a1 bílý dáma · b1 bílý král | e4 černý král · a1 bílý dáma · b1 bílý král | e4 černý král · a1 bílý dáma · b1 bílý král | 7 |
| 6 | e4 černý král · a1 bílý dáma · b1 bílý král | e4 černý král · a1 bílý dáma · b1 bílý král | e4 černý král · a1 bílý dáma · b1 bílý král | e4 černý král · a1 bílý dáma · b1 bílý král | e4 černý král · a1 bílý dáma · b1 bílý král | e4 černý král · a1 bílý dáma · b1 bílý král | e4 černý král · a1 bílý dáma · b1 bílý král | e4 černý král · a1 bílý dáma · b1 bílý král | 6 |
| 5 | e4 černý král · a1 bílý dáma · b1 bílý král | e4 černý král · a1 bílý dáma · b1 bílý král | e4 černý král · a1 bílý dáma · b1 bílý král | e4 černý král · a1 bílý dáma · b1 bílý král | e4 černý král · a1 bílý dáma · b1 bílý král | e4 černý král · a1 bílý dáma · b1 bílý král | e4 černý král · a1 bílý dáma · b1 bílý král | e4 černý král · a1 bílý dáma · b1 bílý král | 5 |
| 4 | e4 černý král · a1 bílý dáma · b1 bílý král | e4 černý král · a1 bílý dáma · b1 bílý král | e4 černý král · a1 bílý dáma · b1 bílý král | e4 černý král · a1 bílý dáma · b1 bílý král | e4 černý král · a1 bílý dáma · b1 bílý král | e4 černý král · a1 bílý dáma · b1 bílý král | e4 černý král · a1 bílý dáma · b1 bílý král | e4 černý král · a1 bílý dáma · b1 bílý král | 4 |
| 3 | e4 černý král · a1 bílý dáma · b1 bílý král | e4 černý král · a1 bílý dáma · b1 bílý král | e4 černý král · a1 bílý dáma · b1 bílý král | e4 černý král · a1 bílý dáma · b1 bílý král | e4 černý král · a1 bílý dáma · b1 bílý král | e4 černý král · a1 bílý dáma · b1 bílý král | e4 černý král · a1 bílý dáma · b1 bílý král | e4 černý král · a1 bílý dáma · b1 bílý král | 3 |
| 2 | e4 černý král · a1 bílý dáma · b1 bílý král | e4 černý král · a1 bílý dáma · b1 bílý král | e4 černý král · a1 bílý dáma · b1 bílý král | e4 černý král · a1 bílý dáma · b1 bílý král | e4 černý král · a1 bílý dáma · b1 bílý král | e4 černý král · a1 bílý dáma · b1 bílý král | e4 černý král · a1 bílý dáma · b1 bílý král | e4 černý král · a1 bílý dáma · b1 bílý král | 2 |
| 1 | e4 černý král · a1 bílý dáma · b1 bílý král | e4 černý král · a1 bílý dáma · b1 bílý král | e4 černý král · a1 bílý dáma · b1 bílý král | e4 černý král · a1 bílý dáma · b1 bílý král | e4 černý král · a1 bílý dáma · b1 bílý král | e4 černý král · a1 bílý dáma · b1 bílý král | e4 černý král · a1 bílý dáma · b1 bílý král | e4 černý král · a1 bílý dáma · b1 bílý král | 1 |
|   | a                                           | b                                           | c                                           | d                                           | e                                           | f                                           | g                                           | h                                           |   |

Pokud je strana s dámou na tahu, lze při optimální hře silnější strany vynutit mat do deseti tahů, i když obvykle je počet tahů menší.V pozicích kde se pěšec právě proměnil v dámu, je nutno maximálně devět tahů. Následující příklad tedy dokumentuje teoreticky nejdelší koncovku tohoto typu:
1. Df6 Kd5
2. De7 Kd4
3. Kc2 Kd5
4. Kc3 Kc6
5. Kc4 Kb6
6. Dd7 Ka6
7. Db5+ Ka7
8. Kc5 Ka8
9. Kc6 Ka7
10. Db7 mat
V této koncovce jsou patové možnosti, jimž je třeba se vyhnout. Zvláště situace zachycená na první diagramu je mezi začátečníky vcelku častá.
|   | a                                           | b                                           | c                                           | d                                           | e                                           | f                                           | g                                           | h                                           |   |
| 8 | a8 černý král · c7 bílý dáma · h1 bílý král | a8 černý král · c7 bílý dáma · h1 bílý král | a8 černý král · c7 bílý dáma · h1 bílý král | a8 černý král · c7 bílý dáma · h1 bílý král | a8 černý král · c7 bílý dáma · h1 bílý král | a8 černý král · c7 bílý dáma · h1 bílý král | a8 černý král · c7 bílý dáma · h1 bílý král | a8 černý král · c7 bílý dáma · h1 bílý král | 8 |
| 7 | a8 černý král · c7 bílý dáma · h1 bílý král | a8 černý král · c7 bílý dáma · h1 bílý král | a8 černý král · c7 bílý dáma · h1 bílý král | a8 černý král · c7 bílý dáma · h1 bílý král | a8 černý král · c7 bílý dáma · h1 bílý král | a8 černý král · c7 bílý dáma · h1 bílý král | a8 černý král · c7 bílý dáma · h1 bílý král | a8 černý král · c7 bílý dáma · h1 bílý král | 7 |
| 6 | a8 černý král · c7 bílý dáma · h1 bílý král | a8 černý král · c7 bílý dáma · h1 bílý král | a8 černý král · c7 bílý dáma · h1 bílý král | a8 černý král · c7 bílý dáma · h1 bílý král | a8 černý král · c7 bílý dáma · h1 bílý král | a8 černý král · c7 bílý dáma · h1 bílý král | a8 černý král · c7 bílý dáma · h1 bílý král | a8 černý král · c7 bílý dáma · h1 bílý král | 6 |
| 5 | a8 černý král · c7 bílý dáma · h1 bílý král | a8 černý král · c7 bílý dáma · h1 bílý král | a8 černý král · c7 bílý dáma · h1 bílý král | a8 černý král · c7 bílý dáma · h1 bílý král | a8 černý král · c7 bílý dáma · h1 bílý král | a8 černý král · c7 bílý dáma · h1 bílý král | a8 černý král · c7 bílý dáma · h1 bílý král | a8 černý král · c7 bílý dáma · h1 bílý král | 5 |
| 4 | a8 černý král · c7 bílý dáma · h1 bílý král | a8 černý král · c7 bílý dáma · h1 bílý král | a8 černý král · c7 bílý dáma · h1 bílý král | a8 černý král · c7 bílý dáma · h1 bílý král | a8 černý král · c7 bílý dáma · h1 bílý král | a8 černý král · c7 bílý dáma · h1 bílý král | a8 černý král · c7 bílý dáma · h1 bílý král | a8 černý král · c7 bílý dáma · h1 bílý král | 4 |
| 3 | a8 černý král · c7 bílý dáma · h1 bílý král | a8 černý král · c7 bílý dáma · h1 bílý král | a8 černý král · c7 bílý dáma · h1 bílý král | a8 černý král · c7 bílý dáma · h1 bílý král | a8 černý král · c7 bílý dáma · h1 bílý král | a8 černý král · c7 bílý dáma · h1 bílý král | a8 černý král · c7 bílý dáma · h1 bílý král | a8 černý král · c7 bílý dáma · h1 bílý král | 3 |
| 2 | a8 černý král · c7 bílý dáma · h1 bílý král | a8 černý král · c7 bílý dáma · h1 bílý král | a8 černý král · c7 bílý dáma · h1 bílý král | a8 černý král · c7 bílý dáma · h1 bílý král | a8 černý král · c7 bílý dáma · h1 bílý král | a8 černý král · c7 bílý dáma · h1 bílý král | a8 černý král · c7 bílý dáma · h1 bílý král | a8 černý král · c7 bílý dáma · h1 bílý král | 2 |
| 1 | a8 černý král · c7 bílý dáma · h1 bílý král | a8 černý král · c7 bílý dáma · h1 bílý král | a8 černý král · c7 bílý dáma · h1 bílý král | a8 černý král · c7 bílý dáma · h1 bílý král | a8 černý král · c7 bílý dáma · h1 bílý král | a8 černý král · c7 bílý dáma · h1 bílý král | a8 černý král · c7 bílý dáma · h1 bílý král | a8 černý král · c7 bílý dáma · h1 bílý král | 1 |
|   | a                                           | b                                           | c                                           | d                                           | e                                           | f                                           | g                                           | h                                           |   |

|   | a                                           | b                                           | c                                           | d                                           | e                                           | f                                           | g                                           | h                                           |   |
| 8 | c7 bílý dáma · a6 černý král · c5 bílý král | c7 bílý dáma · a6 černý král · c5 bílý král | c7 bílý dáma · a6 černý král · c5 bílý král | c7 bílý dáma · a6 černý král · c5 bílý král | c7 bílý dáma · a6 černý král · c5 bílý král | c7 bílý dáma · a6 černý král · c5 bílý král | c7 bílý dáma · a6 černý král · c5 bílý král | c7 bílý dáma · a6 černý král · c5 bílý král | 8 |
| 7 | c7 bílý dáma · a6 černý král · c5 bílý král | c7 bílý dáma · a6 černý král · c5 bílý král | c7 bílý dáma · a6 černý král · c5 bílý král | c7 bílý dáma · a6 černý král · c5 bílý král | c7 bílý dáma · a6 černý král · c5 bílý král | c7 bílý dáma · a6 černý král · c5 bílý král | c7 bílý dáma · a6 černý král · c5 bílý král | c7 bílý dáma · a6 černý král · c5 bílý král | 7 |
| 6 | c7 bílý dáma · a6 černý král · c5 bílý král | c7 bílý dáma · a6 černý král · c5 bílý král | c7 bílý dáma · a6 černý král · c5 bílý král | c7 bílý dáma · a6 černý král · c5 bílý král | c7 bílý dáma · a6 černý král · c5 bílý král | c7 bílý dáma · a6 černý král · c5 bílý král | c7 bílý dáma · a6 černý král · c5 bílý král | c7 bílý dáma · a6 černý král · c5 bílý král | 6 |
| 5 | c7 bílý dáma · a6 černý král · c5 bílý král | c7 bílý dáma · a6 černý král · c5 bílý král | c7 bílý dáma · a6 černý král · c5 bílý král | c7 bílý dáma · a6 černý král · c5 bílý král | c7 bílý dáma · a6 černý král · c5 bílý král | c7 bílý dáma · a6 černý král · c5 bílý král | c7 bílý dáma · a6 černý král · c5 bílý král | c7 bílý dáma · a6 černý král · c5 bílý král | 5 |
| 4 | c7 bílý dáma · a6 černý král · c5 bílý král | c7 bílý dáma · a6 černý král · c5 bílý král | c7 bílý dáma · a6 černý král · c5 bílý král | c7 bílý dáma · a6 černý král · c5 bílý král | c7 bílý dáma · a6 černý král · c5 bílý král | c7 bílý dáma · a6 černý král · c5 bílý král | c7 bílý dáma · a6 černý král · c5 bílý král | c7 bílý dáma · a6 černý král · c5 bílý král | 4 |
| 3 | c7 bílý dáma · a6 černý král · c5 bílý král | c7 bílý dáma · a6 černý král · c5 bílý král | c7 bílý dáma · a6 černý král · c5 bílý král | c7 bílý dáma · a6 černý král · c5 bílý král | c7 bílý dáma · a6 černý král · c5 bílý král | c7 bílý dáma · a6 černý král · c5 bílý král | c7 bílý dáma · a6 černý král · c5 bílý král | c7 bílý dáma · a6 černý král · c5 bílý král | 3 |
| 2 | c7 bílý dáma · a6 černý král · c5 bílý král | c7 bílý dáma · a6 černý král · c5 bílý král | c7 bílý dáma · a6 černý král · c5 bílý král | c7 bílý dáma · a6 černý král · c5 bílý král | c7 bílý dáma · a6 černý král · c5 bílý král | c7 bílý dáma · a6 černý král · c5 bílý král | c7 bílý dáma · a6 černý král · c5 bílý král | c7 bílý dáma · a6 černý král · c5 bílý král | 2 |
| 1 | c7 bílý dáma · a6 černý král · c5 bílý král | c7 bílý dáma · a6 černý král · c5 bílý král | c7 bílý dáma · a6 černý král · c5 bílý král | c7 bílý dáma · a6 černý král · c5 bílý král | c7 bílý dáma · a6 černý král · c5 bílý král | c7 bílý dáma · a6 černý král · c5 bílý král | c7 bílý dáma · a6 černý král · c5 bílý král | c7 bílý dáma · a6 černý král · c5 bílý král | 1 |
|   | a                                           | b                                           | c                                           | d                                           | e                                           | f                                           | g                                           | h                                           |   |

### Král a věž proti králi
|   | a                                          | b                                          | c                                          | d                                          | e                                          | f                                          | g                                          | h                                          |   |
| 8 | d8 černý král · g8 bílý věž · d6 bílý král | d8 černý král · g8 bílý věž · d6 bílý král | d8 černý král · g8 bílý věž · d6 bílý král | d8 černý král · g8 bílý věž · d6 bílý král | d8 černý král · g8 bílý věž · d6 bílý král | d8 černý král · g8 bílý věž · d6 bílý král | d8 černý král · g8 bílý věž · d6 bílý král | d8 černý král · g8 bílý věž · d6 bílý král | 8 |
| 7 | d8 černý král · g8 bílý věž · d6 bílý král | d8 černý král · g8 bílý věž · d6 bílý král | d8 černý král · g8 bílý věž · d6 bílý král | d8 černý král · g8 bílý věž · d6 bílý král | d8 černý král · g8 bílý věž · d6 bílý král | d8 černý král · g8 bílý věž · d6 bílý král | d8 černý král · g8 bílý věž · d6 bílý král | d8 černý král · g8 bílý věž · d6 bílý král | 7 |
| 6 | d8 černý král · g8 bílý věž · d6 bílý král | d8 černý král · g8 bílý věž · d6 bílý král | d8 černý král · g8 bílý věž · d6 bílý král | d8 černý král · g8 bílý věž · d6 bílý král | d8 černý král · g8 bílý věž · d6 bílý král | d8 černý král · g8 bílý věž · d6 bílý král | d8 černý král · g8 bílý věž · d6 bílý král | d8 černý král · g8 bílý věž · d6 bílý král | 6 |
| 5 | d8 černý král · g8 bílý věž · d6 bílý král | d8 černý král · g8 bílý věž · d6 bílý král | d8 černý král · g8 bílý věž · d6 bílý král | d8 černý král · g8 bílý věž · d6 bílý král | d8 černý král · g8 bílý věž · d6 bílý král | d8 černý král · g8 bílý věž · d6 bílý král | d8 černý král · g8 bílý věž · d6 bílý král | d8 černý král · g8 bílý věž · d6 bílý král | 5 |
| 4 | d8 černý král · g8 bílý věž · d6 bílý král | d8 černý král · g8 bílý věž · d6 bílý král | d8 černý král · g8 bílý věž · d6 bílý král | d8 černý král · g8 bílý věž · d6 bílý král | d8 černý král · g8 bílý věž · d6 bílý král | d8 černý král · g8 bílý věž · d6 bílý král | d8 černý král · g8 bílý věž · d6 bílý král | d8 černý král · g8 bílý věž · d6 bílý král | 4 |
| 3 | d8 černý král · g8 bílý věž · d6 bílý král | d8 černý král · g8 bílý věž · d6 bílý král | d8 černý král · g8 bílý věž · d6 bílý král | d8 černý král · g8 bílý věž · d6 bílý král | d8 černý král · g8 bílý věž · d6 bílý král | d8 černý král · g8 bílý věž · d6 bílý král | d8 černý král · g8 bílý věž · d6 bílý král | d8 černý král · g8 bílý věž · d6 bílý král | 3 |
| 2 | d8 černý král · g8 bílý věž · d6 bílý král | d8 černý král · g8 bílý věž · d6 bílý král | d8 černý král · g8 bílý věž · d6 bílý král | d8 černý král · g8 bílý věž · d6 bílý král | d8 černý král · g8 bílý věž · d6 bílý král | d8 černý král · g8 bílý věž · d6 bílý král | d8 černý král · g8 bílý věž · d6 bílý král | d8 černý král · g8 bílý věž · d6 bílý král | 2 |
| 1 | d8 černý král · g8 bílý věž · d6 bílý král | d8 černý král · g8 bílý věž · d6 bílý král | d8 černý král · g8 bílý věž · d6 bílý král | d8 černý král · g8 bílý věž · d6 bílý král | d8 černý král · g8 bílý věž · d6 bílý král | d8 černý král · g8 bílý věž · d6 bílý král | d8 černý král · g8 bílý věž · d6 bílý král | d8 černý král · g8 bílý věž · d6 bílý král | 1 |
|   | a                                          | b                                          | c                                          | d                                          | e                                          | f                                          | g                                          | h                                          |   |

|   | a                                          | b                                          | c                                          | d                                          | e                                          | f                                          | g                                          | h                                          |   |
| 8 | a8 černý král · c7 bílý král · a6 bílý věž | a8 černý král · c7 bílý král · a6 bílý věž | a8 černý král · c7 bílý král · a6 bílý věž | a8 černý král · c7 bílý král · a6 bílý věž | a8 černý král · c7 bílý král · a6 bílý věž | a8 černý král · c7 bílý král · a6 bílý věž | a8 černý král · c7 bílý král · a6 bílý věž | a8 černý král · c7 bílý král · a6 bílý věž | 8 |
| 7 | a8 černý král · c7 bílý král · a6 bílý věž | a8 černý král · c7 bílý král · a6 bílý věž | a8 černý král · c7 bílý král · a6 bílý věž | a8 černý král · c7 bílý král · a6 bílý věž | a8 černý král · c7 bílý král · a6 bílý věž | a8 černý král · c7 bílý král · a6 bílý věž | a8 černý král · c7 bílý král · a6 bílý věž | a8 černý král · c7 bílý král · a6 bílý věž | 7 |
| 6 | a8 černý král · c7 bílý král · a6 bílý věž | a8 černý král · c7 bílý král · a6 bílý věž | a8 černý král · c7 bílý král · a6 bílý věž | a8 černý král · c7 bílý král · a6 bílý věž | a8 černý král · c7 bílý král · a6 bílý věž | a8 černý král · c7 bílý král · a6 bílý věž | a8 černý král · c7 bílý král · a6 bílý věž | a8 černý král · c7 bílý král · a6 bílý věž | 6 |
| 5 | a8 černý král · c7 bílý král · a6 bílý věž | a8 černý král · c7 bílý král · a6 bílý věž | a8 černý král · c7 bílý král · a6 bílý věž | a8 černý král · c7 bílý král · a6 bílý věž | a8 černý král · c7 bílý král · a6 bílý věž | a8 černý král · c7 bílý král · a6 bílý věž | a8 černý král · c7 bílý král · a6 bílý věž | a8 černý král · c7 bílý král · a6 bílý věž | 5 |
| 4 | a8 černý král · c7 bílý král · a6 bílý věž | a8 černý král · c7 bílý král · a6 bílý věž | a8 černý král · c7 bílý král · a6 bílý věž | a8 černý král · c7 bílý král · a6 bílý věž | a8 černý král · c7 bílý král · a6 bílý věž | a8 černý král · c7 bílý král · a6 bílý věž | a8 černý král · c7 bílý král · a6 bílý věž | a8 černý král · c7 bílý král · a6 bílý věž | 4 |
| 3 | a8 černý král · c7 bílý král · a6 bílý věž | a8 černý král · c7 bílý král · a6 bílý věž | a8 černý král · c7 bílý král · a6 bílý věž | a8 černý král · c7 bílý král · a6 bílý věž | a8 černý král · c7 bílý král · a6 bílý věž | a8 černý král · c7 bílý král · a6 bílý věž | a8 černý král · c7 bílý král · a6 bílý věž | a8 černý král · c7 bílý král · a6 bílý věž | 3 |
| 2 | a8 černý král · c7 bílý král · a6 bílý věž | a8 černý král · c7 bílý král · a6 bílý věž | a8 černý král · c7 bílý král · a6 bílý věž | a8 černý král · c7 bílý král · a6 bílý věž | a8 černý král · c7 bílý král · a6 bílý věž | a8 černý král · c7 bílý král · a6 bílý věž | a8 černý král · c7 bílý král · a6 bílý věž | a8 černý král · c7 bílý král · a6 bílý věž | 2 |
| 1 | a8 černý král · c7 bílý král · a6 bílý věž | a8 černý král · c7 bílý král · a6 bílý věž | a8 černý král · c7 bílý král · a6 bílý věž | a8 černý král · c7 bílý král · a6 bílý věž | a8 černý král · c7 bílý král · a6 bílý věž | a8 černý král · c7 bílý král · a6 bílý věž | a8 černý král · c7 bílý král · a6 bílý věž | a8 černý král · c7 bílý král · a6 bílý věž | 1 |
|   | a                                          | b                                          | c                                          | d                                          | e                                          | f                                          | g                                          | h                                          |   |

První diagram zachycuje typickou matovou pozici, jíž končí drtivá většina těchto koncovek a může se vyskytnout na libovolné straně šachovnice. Král je napřed zahnán do rohu, poté je dohnán do opozice, kde je silnější strana na tahu a je mu dán mat. Druhý diagram předvádí druhý matový motiv, jenž však není příliš častý.
|   | a                                          | b                                          | c                                          | d                                          | e                                          | f                                          | g                                          | h                                          |   |
| 8 | e5 černý král · e2 bílý král · e1 bílý věž | e5 černý král · e2 bílý král · e1 bílý věž | e5 černý král · e2 bílý král · e1 bílý věž | e5 černý král · e2 bílý král · e1 bílý věž | e5 černý král · e2 bílý král · e1 bílý věž | e5 černý král · e2 bílý král · e1 bílý věž | e5 černý král · e2 bílý král · e1 bílý věž | e5 černý král · e2 bílý král · e1 bílý věž | 8 |
| 7 | e5 černý král · e2 bílý král · e1 bílý věž | e5 černý král · e2 bílý král · e1 bílý věž | e5 černý král · e2 bílý král · e1 bílý věž | e5 černý král · e2 bílý král · e1 bílý věž | e5 černý král · e2 bílý král · e1 bílý věž | e5 černý král · e2 bílý král · e1 bílý věž | e5 černý král · e2 bílý král · e1 bílý věž | e5 černý král · e2 bílý král · e1 bílý věž | 7 |
| 6 | e5 černý král · e2 bílý král · e1 bílý věž | e5 černý král · e2 bílý král · e1 bílý věž | e5 černý král · e2 bílý král · e1 bílý věž | e5 černý král · e2 bílý král · e1 bílý věž | e5 černý král · e2 bílý král · e1 bílý věž | e5 černý král · e2 bílý král · e1 bílý věž | e5 černý král · e2 bílý král · e1 bílý věž | e5 černý král · e2 bílý král · e1 bílý věž | 6 |
| 5 | e5 černý král · e2 bílý král · e1 bílý věž | e5 černý král · e2 bílý král · e1 bílý věž | e5 černý král · e2 bílý král · e1 bílý věž | e5 černý král · e2 bílý král · e1 bílý věž | e5 černý král · e2 bílý král · e1 bílý věž | e5 černý král · e2 bílý král · e1 bílý věž | e5 černý král · e2 bílý král · e1 bílý věž | e5 černý král · e2 bílý král · e1 bílý věž | 5 |
| 4 | e5 černý král · e2 bílý král · e1 bílý věž | e5 černý král · e2 bílý král · e1 bílý věž | e5 černý král · e2 bílý král · e1 bílý věž | e5 černý král · e2 bílý král · e1 bílý věž | e5 černý král · e2 bílý král · e1 bílý věž | e5 černý král · e2 bílý král · e1 bílý věž | e5 černý král · e2 bílý král · e1 bílý věž | e5 černý král · e2 bílý král · e1 bílý věž | 4 |
| 3 | e5 černý král · e2 bílý král · e1 bílý věž | e5 černý král · e2 bílý král · e1 bílý věž | e5 černý král · e2 bílý král · e1 bílý věž | e5 černý král · e2 bílý král · e1 bílý věž | e5 černý král · e2 bílý král · e1 bílý věž | e5 černý král · e2 bílý král · e1 bílý věž | e5 černý král · e2 bílý král · e1 bílý věž | e5 černý král · e2 bílý král · e1 bílý věž | 3 |
| 2 | e5 černý král · e2 bílý král · e1 bílý věž | e5 černý král · e2 bílý král · e1 bílý věž | e5 černý král · e2 bílý král · e1 bílý věž | e5 černý král · e2 bílý král · e1 bílý věž | e5 černý král · e2 bílý král · e1 bílý věž | e5 černý král · e2 bílý král · e1 bílý věž | e5 černý král · e2 bílý král · e1 bílý věž | e5 černý král · e2 bílý král · e1 bílý věž | 2 |
| 1 | e5 černý král · e2 bílý král · e1 bílý věž | e5 černý král · e2 bílý král · e1 bílý věž | e5 černý král · e2 bílý král · e1 bílý věž | e5 černý král · e2 bílý král · e1 bílý věž | e5 černý král · e2 bílý král · e1 bílý věž | e5 černý král · e2 bílý král · e1 bílý věž | e5 černý král · e2 bílý král · e1 bílý věž | e5 černý král · e2 bílý král · e1 bílý věž | 1 |
|   | a                                          | b                                          | c                                          | d                                          | e                                          | f                                          | g                                          | h                                          |   |

Pokud je strana s věží na tahu, může vynutit mat nejpozději do šestnácti tahů . Následující ukázka zachycuje druhý méně častý typ matu.
1. Kd3+ Kd5
2. Ve4 Kd6
3. Kc4! Kc6
4. Ve6+ Kc7
5. Kc5 Kd7
6. Kd5 Kc7
7. Vd6 Kb7
8. Vc6 Ka7
9. Kc5 Kb7
10. Kb5 Ka7
11. Vb6 Ka8
12. Kc6 Ka7
13. Kc7 Ka8
14. Va6 mat
Jsou zde dvě patové pozice, jimž je třeba se vyhnout.
|   | a                                          | b                                          | c                                          | d                                          | e                                          | f                                          | g                                          | h                                          |   |
| 8 | a8 černý král · b7 bílý věž · c6 bílý král | a8 černý král · b7 bílý věž · c6 bílý král | a8 černý král · b7 bílý věž · c6 bílý král | a8 černý král · b7 bílý věž · c6 bílý král | a8 černý král · b7 bílý věž · c6 bílý král | a8 černý král · b7 bílý věž · c6 bílý král | a8 černý král · b7 bílý věž · c6 bílý král | a8 černý král · b7 bílý věž · c6 bílý král | 8 |
| 7 | a8 černý král · b7 bílý věž · c6 bílý král | a8 černý král · b7 bílý věž · c6 bílý král | a8 černý král · b7 bílý věž · c6 bílý král | a8 černý král · b7 bílý věž · c6 bílý král | a8 černý král · b7 bílý věž · c6 bílý král | a8 černý král · b7 bílý věž · c6 bílý král | a8 černý král · b7 bílý věž · c6 bílý král | a8 černý král · b7 bílý věž · c6 bílý král | 7 |
| 6 | a8 černý král · b7 bílý věž · c6 bílý král | a8 černý král · b7 bílý věž · c6 bílý král | a8 černý král · b7 bílý věž · c6 bílý král | a8 černý král · b7 bílý věž · c6 bílý král | a8 černý král · b7 bílý věž · c6 bílý král | a8 černý král · b7 bílý věž · c6 bílý král | a8 černý král · b7 bílý věž · c6 bílý král | a8 černý král · b7 bílý věž · c6 bílý král | 6 |
| 5 | a8 černý král · b7 bílý věž · c6 bílý král | a8 černý král · b7 bílý věž · c6 bílý král | a8 černý král · b7 bílý věž · c6 bílý král | a8 černý král · b7 bílý věž · c6 bílý král | a8 černý král · b7 bílý věž · c6 bílý král | a8 černý král · b7 bílý věž · c6 bílý král | a8 černý král · b7 bílý věž · c6 bílý král | a8 černý král · b7 bílý věž · c6 bílý král | 5 |
| 4 | a8 černý král · b7 bílý věž · c6 bílý král | a8 černý král · b7 bílý věž · c6 bílý král | a8 černý král · b7 bílý věž · c6 bílý král | a8 černý král · b7 bílý věž · c6 bílý král | a8 černý král · b7 bílý věž · c6 bílý král | a8 černý král · b7 bílý věž · c6 bílý král | a8 černý král · b7 bílý věž · c6 bílý král | a8 černý král · b7 bílý věž · c6 bílý král | 4 |
| 3 | a8 černý král · b7 bílý věž · c6 bílý král | a8 černý král · b7 bílý věž · c6 bílý král | a8 černý král · b7 bílý věž · c6 bílý král | a8 černý král · b7 bílý věž · c6 bílý král | a8 černý král · b7 bílý věž · c6 bílý král | a8 černý král · b7 bílý věž · c6 bílý král | a8 černý král · b7 bílý věž · c6 bílý král | a8 černý král · b7 bílý věž · c6 bílý král | 3 |
| 2 | a8 černý král · b7 bílý věž · c6 bílý král | a8 černý král · b7 bílý věž · c6 bílý král | a8 černý král · b7 bílý věž · c6 bílý král | a8 černý král · b7 bílý věž · c6 bílý král | a8 černý král · b7 bílý věž · c6 bílý král | a8 černý král · b7 bílý věž · c6 bílý král | a8 černý král · b7 bílý věž · c6 bílý král | a8 černý král · b7 bílý věž · c6 bílý král | 2 |
| 1 | a8 černý král · b7 bílý věž · c6 bílý král | a8 černý král · b7 bílý věž · c6 bílý král | a8 černý král · b7 bílý věž · c6 bílý král | a8 černý král · b7 bílý věž · c6 bílý král | a8 černý král · b7 bílý věž · c6 bílý král | a8 černý král · b7 bílý věž · c6 bílý král | a8 černý král · b7 bílý věž · c6 bílý král | a8 černý král · b7 bílý věž · c6 bílý král | 1 |
|   | a                                          | b                                          | c                                          | d                                          | e                                          | f                                          | g                                          | h                                          |   |

|   | a                                          | b                                          | c                                          | d                                          | e                                          | f                                          | g                                          | h                                          |   |
| 8 | a8 černý král · c8 bílý král · h7 bílý věž | a8 černý král · c8 bílý král · h7 bílý věž | a8 černý král · c8 bílý král · h7 bílý věž | a8 černý král · c8 bílý král · h7 bílý věž | a8 černý král · c8 bílý král · h7 bílý věž | a8 černý král · c8 bílý král · h7 bílý věž | a8 černý král · c8 bílý král · h7 bílý věž | a8 černý král · c8 bílý král · h7 bílý věž | 8 |
| 7 | a8 černý král · c8 bílý král · h7 bílý věž | a8 černý král · c8 bílý král · h7 bílý věž | a8 černý král · c8 bílý král · h7 bílý věž | a8 černý král · c8 bílý král · h7 bílý věž | a8 černý král · c8 bílý král · h7 bílý věž | a8 černý král · c8 bílý král · h7 bílý věž | a8 černý král · c8 bílý král · h7 bílý věž | a8 černý král · c8 bílý král · h7 bílý věž | 7 |
| 6 | a8 černý král · c8 bílý král · h7 bílý věž | a8 černý král · c8 bílý král · h7 bílý věž | a8 černý král · c8 bílý král · h7 bílý věž | a8 černý král · c8 bílý král · h7 bílý věž | a8 černý král · c8 bílý král · h7 bílý věž | a8 černý král · c8 bílý král · h7 bílý věž | a8 černý král · c8 bílý král · h7 bílý věž | a8 černý král · c8 bílý král · h7 bílý věž | 6 |
| 5 | a8 černý král · c8 bílý král · h7 bílý věž | a8 černý král · c8 bílý král · h7 bílý věž | a8 černý král · c8 bílý král · h7 bílý věž | a8 černý král · c8 bílý král · h7 bílý věž | a8 černý král · c8 bílý král · h7 bílý věž | a8 černý král · c8 bílý král · h7 bílý věž | a8 černý král · c8 bílý král · h7 bílý věž | a8 černý král · c8 bílý král · h7 bílý věž | 5 |
| 4 | a8 černý král · c8 bílý král · h7 bílý věž | a8 černý král · c8 bílý král · h7 bílý věž | a8 černý král · c8 bílý král · h7 bílý věž | a8 černý král · c8 bílý král · h7 bílý věž | a8 černý král · c8 bílý král · h7 bílý věž | a8 černý král · c8 bílý král · h7 bílý věž | a8 černý král · c8 bílý král · h7 bílý věž | a8 černý král · c8 bílý král · h7 bílý věž | 4 |
| 3 | a8 černý král · c8 bílý král · h7 bílý věž | a8 černý král · c8 bílý král · h7 bílý věž | a8 černý král · c8 bílý král · h7 bílý věž | a8 černý král · c8 bílý král · h7 bílý věž | a8 černý král · c8 bílý král · h7 bílý věž | a8 černý král · c8 bílý král · h7 bílý věž | a8 černý král · c8 bílý král · h7 bílý věž | a8 černý král · c8 bílý král · h7 bílý věž | 3 |
| 2 | a8 černý král · c8 bílý král · h7 bílý věž | a8 černý král · c8 bílý král · h7 bílý věž | a8 černý král · c8 bílý král · h7 bílý věž | a8 černý král · c8 bílý král · h7 bílý věž | a8 černý král · c8 bílý král · h7 bílý věž | a8 černý král · c8 bílý král · h7 bílý věž | a8 černý král · c8 bílý král · h7 bílý věž | a8 černý král · c8 bílý král · h7 bílý věž | 2 |
| 1 | a8 černý král · c8 bílý král · h7 bílý věž | a8 černý král · c8 bílý král · h7 bílý věž | a8 černý král · c8 bílý král · h7 bílý věž | a8 černý král · c8 bílý král · h7 bílý věž | a8 černý král · c8 bílý král · h7 bílý věž | a8 černý král · c8 bílý král · h7 bílý věž | a8 černý král · c8 bílý král · h7 bílý věž | a8 černý král · c8 bílý král · h7 bílý věž | 1 |
|   | a                                          | b                                          | c                                          | d                                          | e                                          | f                                          | g                                          | h                                          |   |

### Král a dva střelci proti králi
|   | a                                                                | b                                                                | c                                                                | d                                                                | e                                                                | f                                                                | g                                                                | h                                                                |   |
| 8 | a8 černý král · c7 bílý střelec · b6 bílý král · c6 bílý střelec | a8 černý král · c7 bílý střelec · b6 bílý král · c6 bílý střelec | a8 černý král · c7 bílý střelec · b6 bílý král · c6 bílý střelec | a8 černý král · c7 bílý střelec · b6 bílý král · c6 bílý střelec | a8 černý král · c7 bílý střelec · b6 bílý král · c6 bílý střelec | a8 černý král · c7 bílý střelec · b6 bílý král · c6 bílý střelec | a8 černý král · c7 bílý střelec · b6 bílý král · c6 bílý střelec | a8 černý král · c7 bílý střelec · b6 bílý král · c6 bílý střelec | 8 |
| 7 | a8 černý král · c7 bílý střelec · b6 bílý král · c6 bílý střelec | a8 černý král · c7 bílý střelec · b6 bílý král · c6 bílý střelec | a8 černý král · c7 bílý střelec · b6 bílý král · c6 bílý střelec | a8 černý král · c7 bílý střelec · b6 bílý král · c6 bílý střelec | a8 černý král · c7 bílý střelec · b6 bílý král · c6 bílý střelec | a8 černý král · c7 bílý střelec · b6 bílý král · c6 bílý střelec | a8 černý král · c7 bílý střelec · b6 bílý král · c6 bílý střelec | a8 černý král · c7 bílý střelec · b6 bílý král · c6 bílý střelec | 7 |
| 6 | a8 černý král · c7 bílý střelec · b6 bílý král · c6 bílý střelec | a8 černý král · c7 bílý střelec · b6 bílý král · c6 bílý střelec | a8 černý král · c7 bílý střelec · b6 bílý král · c6 bílý střelec | a8 černý král · c7 bílý střelec · b6 bílý král · c6 bílý střelec | a8 černý král · c7 bílý střelec · b6 bílý král · c6 bílý střelec | a8 černý král · c7 bílý střelec · b6 bílý král · c6 bílý střelec | a8 černý král · c7 bílý střelec · b6 bílý král · c6 bílý střelec | a8 černý král · c7 bílý střelec · b6 bílý král · c6 bílý střelec | 6 |
| 5 | a8 černý král · c7 bílý střelec · b6 bílý král · c6 bílý střelec | a8 černý král · c7 bílý střelec · b6 bílý král · c6 bílý střelec | a8 černý král · c7 bílý střelec · b6 bílý král · c6 bílý střelec | a8 černý král · c7 bílý střelec · b6 bílý král · c6 bílý střelec | a8 černý král · c7 bílý střelec · b6 bílý král · c6 bílý střelec | a8 černý král · c7 bílý střelec · b6 bílý král · c6 bílý střelec | a8 černý král · c7 bílý střelec · b6 bílý král · c6 bílý střelec | a8 černý král · c7 bílý střelec · b6 bílý král · c6 bílý střelec | 5 |
| 4 | a8 černý král · c7 bílý střelec · b6 bílý král · c6 bílý střelec | a8 černý král · c7 bílý střelec · b6 bílý král · c6 bílý střelec | a8 černý král · c7 bílý střelec · b6 bílý král · c6 bílý střelec | a8 černý král · c7 bílý střelec · b6 bílý král · c6 bílý střelec | a8 černý král · c7 bílý střelec · b6 bílý král · c6 bílý střelec | a8 černý král · c7 bílý střelec · b6 bílý král · c6 bílý střelec | a8 černý král · c7 bílý střelec · b6 bílý král · c6 bílý střelec | a8 černý král · c7 bílý střelec · b6 bílý král · c6 bílý střelec | 4 |
| 3 | a8 černý král · c7 bílý střelec · b6 bílý král · c6 bílý střelec | a8 černý král · c7 bílý střelec · b6 bílý král · c6 bílý střelec | a8 černý král · c7 bílý střelec · b6 bílý král · c6 bílý střelec | a8 černý král · c7 bílý střelec · b6 bílý král · c6 bílý střelec | a8 černý král · c7 bílý střelec · b6 bílý král · c6 bílý střelec | a8 černý král · c7 bílý střelec · b6 bílý král · c6 bílý střelec | a8 černý král · c7 bílý střelec · b6 bílý král · c6 bílý střelec | a8 černý král · c7 bílý střelec · b6 bílý král · c6 bílý střelec | 3 |
| 2 | a8 černý král · c7 bílý střelec · b6 bílý král · c6 bílý střelec | a8 černý král · c7 bílý střelec · b6 bílý král · c6 bílý střelec | a8 černý král · c7 bílý střelec · b6 bílý král · c6 bílý střelec | a8 černý král · c7 bílý střelec · b6 bílý král · c6 bílý střelec | a8 černý král · c7 bílý střelec · b6 bílý král · c6 bílý střelec | a8 černý král · c7 bílý střelec · b6 bílý král · c6 bílý střelec | a8 černý král · c7 bílý střelec · b6 bílý král · c6 bílý střelec | a8 černý král · c7 bílý střelec · b6 bílý král · c6 bílý střelec | 2 |
| 1 | a8 černý král · c7 bílý střelec · b6 bílý král · c6 bílý střelec | a8 černý král · c7 bílý střelec · b6 bílý král · c6 bílý střelec | a8 černý král · c7 bílý střelec · b6 bílý král · c6 bílý střelec | a8 černý král · c7 bílý střelec · b6 bílý král · c6 bílý střelec | a8 černý král · c7 bílý střelec · b6 bílý král · c6 bílý střelec | a8 černý král · c7 bílý střelec · b6 bílý král · c6 bílý střelec | a8 černý král · c7 bílý střelec · b6 bílý král · c6 bílý střelec | a8 černý král · c7 bílý střelec · b6 bílý král · c6 bílý střelec | 1 |
|   | a                                                                | b                                                                | c                                                                | d                                                                | e                                                                | f                                                                | g                                                                | h                                                                |   |

Na diagramech jsou dvě základní matové pozice, jimiž končí úspěšně vedená koncovka dvou střelců různé barvy a krále proti osamocenému králi, jenž může nastat v libovolném rohu. Vynutit mat s dvěma střelci stejné barvy není možné (tato situace v běžném šachu však téměř nenastává). První diagram ukazuje mat v rohu šachovnice, druhý dokumentuje mat na straně šachovnice vedle rohu. Při bezchybném vedení je mat možno v jakékoliv pozici možno vynutit maximálně do devatenácti tahů.
|   | a                                                                | b                                                                | c                                                                | d                                                                | e                                                                | f                                                                | g                                                                | h                                                                |   |
| 8 | a7 černý král · b7 bílý střelec · c7 bílý král · c5 bílý střelec | a7 černý král · b7 bílý střelec · c7 bílý král · c5 bílý střelec | a7 černý král · b7 bílý střelec · c7 bílý král · c5 bílý střelec | a7 černý král · b7 bílý střelec · c7 bílý král · c5 bílý střelec | a7 černý král · b7 bílý střelec · c7 bílý král · c5 bílý střelec | a7 černý král · b7 bílý střelec · c7 bílý král · c5 bílý střelec | a7 černý král · b7 bílý střelec · c7 bílý král · c5 bílý střelec | a7 černý král · b7 bílý střelec · c7 bílý král · c5 bílý střelec | 8 |
| 7 | a7 černý král · b7 bílý střelec · c7 bílý král · c5 bílý střelec | a7 černý král · b7 bílý střelec · c7 bílý král · c5 bílý střelec | a7 černý král · b7 bílý střelec · c7 bílý král · c5 bílý střelec | a7 černý král · b7 bílý střelec · c7 bílý král · c5 bílý střelec | a7 černý král · b7 bílý střelec · c7 bílý král · c5 bílý střelec | a7 černý král · b7 bílý střelec · c7 bílý král · c5 bílý střelec | a7 černý král · b7 bílý střelec · c7 bílý král · c5 bílý střelec | a7 černý král · b7 bílý střelec · c7 bílý král · c5 bílý střelec | 7 |
| 6 | a7 černý král · b7 bílý střelec · c7 bílý král · c5 bílý střelec | a7 černý král · b7 bílý střelec · c7 bílý král · c5 bílý střelec | a7 černý král · b7 bílý střelec · c7 bílý král · c5 bílý střelec | a7 černý král · b7 bílý střelec · c7 bílý král · c5 bílý střelec | a7 černý král · b7 bílý střelec · c7 bílý král · c5 bílý střelec | a7 černý král · b7 bílý střelec · c7 bílý král · c5 bílý střelec | a7 černý král · b7 bílý střelec · c7 bílý král · c5 bílý střelec | a7 černý král · b7 bílý střelec · c7 bílý král · c5 bílý střelec | 6 |
| 5 | a7 černý král · b7 bílý střelec · c7 bílý král · c5 bílý střelec | a7 černý král · b7 bílý střelec · c7 bílý král · c5 bílý střelec | a7 černý král · b7 bílý střelec · c7 bílý král · c5 bílý střelec | a7 černý král · b7 bílý střelec · c7 bílý král · c5 bílý střelec | a7 černý král · b7 bílý střelec · c7 bílý král · c5 bílý střelec | a7 černý král · b7 bílý střelec · c7 bílý král · c5 bílý střelec | a7 černý král · b7 bílý střelec · c7 bílý král · c5 bílý střelec | a7 černý král · b7 bílý střelec · c7 bílý král · c5 bílý střelec | 5 |
| 4 | a7 černý král · b7 bílý střelec · c7 bílý král · c5 bílý střelec | a7 černý král · b7 bílý střelec · c7 bílý král · c5 bílý střelec | a7 černý král · b7 bílý střelec · c7 bílý král · c5 bílý střelec | a7 černý král · b7 bílý střelec · c7 bílý král · c5 bílý střelec | a7 černý král · b7 bílý střelec · c7 bílý král · c5 bílý střelec | a7 černý král · b7 bílý střelec · c7 bílý král · c5 bílý střelec | a7 černý král · b7 bílý střelec · c7 bílý král · c5 bílý střelec | a7 černý král · b7 bílý střelec · c7 bílý král · c5 bílý střelec | 4 |
| 3 | a7 černý král · b7 bílý střelec · c7 bílý král · c5 bílý střelec | a7 černý král · b7 bílý střelec · c7 bílý král · c5 bílý střelec | a7 černý král · b7 bílý střelec · c7 bílý král · c5 bílý střelec | a7 černý král · b7 bílý střelec · c7 bílý král · c5 bílý střelec | a7 černý král · b7 bílý střelec · c7 bílý král · c5 bílý střelec | a7 černý král · b7 bílý střelec · c7 bílý král · c5 bílý střelec | a7 černý král · b7 bílý střelec · c7 bílý král · c5 bílý střelec | a7 černý král · b7 bílý střelec · c7 bílý král · c5 bílý střelec | 3 |
| 2 | a7 černý král · b7 bílý střelec · c7 bílý král · c5 bílý střelec | a7 černý král · b7 bílý střelec · c7 bílý král · c5 bílý střelec | a7 černý král · b7 bílý střelec · c7 bílý král · c5 bílý střelec | a7 černý král · b7 bílý střelec · c7 bílý král · c5 bílý střelec | a7 černý král · b7 bílý střelec · c7 bílý král · c5 bílý střelec | a7 černý král · b7 bílý střelec · c7 bílý král · c5 bílý střelec | a7 černý král · b7 bílý střelec · c7 bílý král · c5 bílý střelec | a7 černý král · b7 bílý střelec · c7 bílý král · c5 bílý střelec | 2 |
| 1 | a7 černý král · b7 bílý střelec · c7 bílý král · c5 bílý střelec | a7 černý král · b7 bílý střelec · c7 bílý král · c5 bílý střelec | a7 černý král · b7 bílý střelec · c7 bílý král · c5 bílý střelec | a7 černý král · b7 bílý střelec · c7 bílý král · c5 bílý střelec | a7 černý král · b7 bílý střelec · c7 bílý král · c5 bílý střelec | a7 černý král · b7 bílý střelec · c7 bílý král · c5 bílý střelec | a7 černý král · b7 bílý střelec · c7 bílý král · c5 bílý střelec | a7 černý král · b7 bílý střelec · c7 bílý král · c5 bílý střelec | 1 |
|   | a                                                                | b                                                                | c                                                                | d                                                                | e                                                                | f                                                                | g                                                                | h                                                                |   |

K vynucení matu je nutno využít obou střelců a pomoci krále, nutno je dodržovat tyto principy:
- Střelci jsou nejúčinnější, pokud jsou v centru a na sousedících diagonálách, ideálně hned vedle sebe. Toto odřezává soupeřova krále.
- Král musí být využíván agresivně a ve spolupráci se střelci.

|   | a                                                                | b                                                                | c                                                                | d                                                                | e                                                                | f                                                                | g                                                                | h                                                                |   |
| 8 | d4 černý král · c1 bílý střelec · d1 bílý král · f1 bílý střelec | d4 černý král · c1 bílý střelec · d1 bílý král · f1 bílý střelec | d4 černý král · c1 bílý střelec · d1 bílý král · f1 bílý střelec | d4 černý král · c1 bílý střelec · d1 bílý král · f1 bílý střelec | d4 černý král · c1 bílý střelec · d1 bílý král · f1 bílý střelec | d4 černý král · c1 bílý střelec · d1 bílý král · f1 bílý střelec | d4 černý král · c1 bílý střelec · d1 bílý král · f1 bílý střelec | d4 černý král · c1 bílý střelec · d1 bílý král · f1 bílý střelec | 8 |
| 7 | d4 černý král · c1 bílý střelec · d1 bílý král · f1 bílý střelec | d4 černý král · c1 bílý střelec · d1 bílý král · f1 bílý střelec | d4 černý král · c1 bílý střelec · d1 bílý král · f1 bílý střelec | d4 černý král · c1 bílý střelec · d1 bílý král · f1 bílý střelec | d4 černý král · c1 bílý střelec · d1 bílý král · f1 bílý střelec | d4 černý král · c1 bílý střelec · d1 bílý král · f1 bílý střelec | d4 černý král · c1 bílý střelec · d1 bílý král · f1 bílý střelec | d4 černý král · c1 bílý střelec · d1 bílý král · f1 bílý střelec | 7 |
| 6 | d4 černý král · c1 bílý střelec · d1 bílý král · f1 bílý střelec | d4 černý král · c1 bílý střelec · d1 bílý král · f1 bílý střelec | d4 černý král · c1 bílý střelec · d1 bílý král · f1 bílý střelec | d4 černý král · c1 bílý střelec · d1 bílý král · f1 bílý střelec | d4 černý král · c1 bílý střelec · d1 bílý král · f1 bílý střelec | d4 černý král · c1 bílý střelec · d1 bílý král · f1 bílý střelec | d4 černý král · c1 bílý střelec · d1 bílý král · f1 bílý střelec | d4 černý král · c1 bílý střelec · d1 bílý král · f1 bílý střelec | 6 |
| 5 | d4 černý král · c1 bílý střelec · d1 bílý král · f1 bílý střelec | d4 černý král · c1 bílý střelec · d1 bílý král · f1 bílý střelec | d4 černý král · c1 bílý střelec · d1 bílý král · f1 bílý střelec | d4 černý král · c1 bílý střelec · d1 bílý král · f1 bílý střelec | d4 černý král · c1 bílý střelec · d1 bílý král · f1 bílý střelec | d4 černý král · c1 bílý střelec · d1 bílý král · f1 bílý střelec | d4 černý král · c1 bílý střelec · d1 bílý král · f1 bílý střelec | d4 černý král · c1 bílý střelec · d1 bílý král · f1 bílý střelec | 5 |
| 4 | d4 černý král · c1 bílý střelec · d1 bílý král · f1 bílý střelec | d4 černý král · c1 bílý střelec · d1 bílý král · f1 bílý střelec | d4 černý král · c1 bílý střelec · d1 bílý král · f1 bílý střelec | d4 černý král · c1 bílý střelec · d1 bílý král · f1 bílý střelec | d4 černý král · c1 bílý střelec · d1 bílý král · f1 bílý střelec | d4 černý král · c1 bílý střelec · d1 bílý král · f1 bílý střelec | d4 černý král · c1 bílý střelec · d1 bílý král · f1 bílý střelec | d4 černý král · c1 bílý střelec · d1 bílý král · f1 bílý střelec | 4 |
| 3 | d4 černý král · c1 bílý střelec · d1 bílý král · f1 bílý střelec | d4 černý král · c1 bílý střelec · d1 bílý král · f1 bílý střelec | d4 černý král · c1 bílý střelec · d1 bílý král · f1 bílý střelec | d4 černý král · c1 bílý střelec · d1 bílý král · f1 bílý střelec | d4 černý král · c1 bílý střelec · d1 bílý král · f1 bílý střelec | d4 černý král · c1 bílý střelec · d1 bílý král · f1 bílý střelec | d4 černý král · c1 bílý střelec · d1 bílý král · f1 bílý střelec | d4 černý král · c1 bílý střelec · d1 bílý král · f1 bílý střelec | 3 |
| 2 | d4 černý král · c1 bílý střelec · d1 bílý král · f1 bílý střelec | d4 černý král · c1 bílý střelec · d1 bílý král · f1 bílý střelec | d4 černý král · c1 bílý střelec · d1 bílý král · f1 bílý střelec | d4 černý král · c1 bílý střelec · d1 bílý král · f1 bílý střelec | d4 černý král · c1 bílý střelec · d1 bílý král · f1 bílý střelec | d4 černý král · c1 bílý střelec · d1 bílý král · f1 bílý střelec | d4 černý král · c1 bílý střelec · d1 bílý král · f1 bílý střelec | d4 černý král · c1 bílý střelec · d1 bílý král · f1 bílý střelec | 2 |
| 1 | d4 černý král · c1 bílý střelec · d1 bílý král · f1 bílý střelec | d4 černý král · c1 bílý střelec · d1 bílý král · f1 bílý střelec | d4 černý král · c1 bílý střelec · d1 bílý král · f1 bílý střelec | d4 černý král · c1 bílý střelec · d1 bílý král · f1 bílý střelec | d4 černý král · c1 bílý střelec · d1 bílý král · f1 bílý střelec | d4 černý král · c1 bílý střelec · d1 bílý král · f1 bílý střelec | d4 černý král · c1 bílý střelec · d1 bílý král · f1 bílý střelec | d4 černý král · c1 bílý střelec · d1 bílý král · f1 bílý střelec | 1 |
|   | a                                                                | b                                                                | c                                                                | d                                                                | e                                                                | f                                                                | g                                                                | h                                                                |   |

V pozici od Seirawana bílý vyhraje metodou dotlačování černého krále na kraj šachovnice, pak do rohu a následně ho zmatí. Král může být dotlačen do jakéhokoliv rohu šachovnice. Postup je následující:
1. Ke2 Ke4 (Bílý aktivizuje krále, černý se drží králem v centru)
2. Se3 Ke5
3. Kd3 Kd5
4. Sd4 Ke6
5. Ke4 Kd6
6. Sc4 (Bílý má dobrou pozici, střelci jsou aktivní a král je v centru)
6... Kc6
7. Ke5 Kd7 (černý se vzdaluje od rohu a8)
8. Sd5 (drží černého krále od pole c6)
8... Kc7
9. Sc5 Kd7
10. Sd6! (důležitý tah, tlačící krále na stranu šachovnice)
10... Ke8
11. Ke6 (Nyní se již černý nemůže z rohu šachovnice dostat)
11... Kd8
12. Sc6
12... Kc8
13. Kd5 (13. Ke7? je pat)
13...Kd8
14. Kc5 Kc8
15. KS6 Kd8 (Nyní již bude bílý nutit černého do rohu)
16. Sc5 Kc8
17. Se7! (důležitý tah, který tlačí černého do rohu)
17... KS8
18. Sd7! (stejný princip jako u minulého tahu)
18... Ka8
19. Sd8
19... KS8
20. Sc7+ Ka8
21. Sc6#, stejný mat jako v prvním případě.

## Dáma proti věži
|   | a                                                          | b                                                          | c                                                          | d                                                          | e                                                          | f                                                          | g                                                          | h                                                          |   |
| 8 | d8 černý král · f7 bílý dáma · b6 černý věž · d5 bílý král | d8 černý král · f7 bílý dáma · b6 černý věž · d5 bílý král | d8 černý král · f7 bílý dáma · b6 černý věž · d5 bílý král | d8 černý král · f7 bílý dáma · b6 černý věž · d5 bílý král | d8 černý král · f7 bílý dáma · b6 černý věž · d5 bílý král | d8 černý král · f7 bílý dáma · b6 černý věž · d5 bílý král | d8 černý král · f7 bílý dáma · b6 černý věž · d5 bílý král | d8 černý král · f7 bílý dáma · b6 černý věž · d5 bílý král | 8 |
| 7 | d8 černý král · f7 bílý dáma · b6 černý věž · d5 bílý král | d8 černý král · f7 bílý dáma · b6 černý věž · d5 bílý král | d8 černý král · f7 bílý dáma · b6 černý věž · d5 bílý král | d8 černý král · f7 bílý dáma · b6 černý věž · d5 bílý král | d8 černý král · f7 bílý dáma · b6 černý věž · d5 bílý král | d8 černý král · f7 bílý dáma · b6 černý věž · d5 bílý král | d8 černý král · f7 bílý dáma · b6 černý věž · d5 bílý král | d8 černý král · f7 bílý dáma · b6 černý věž · d5 bílý král | 7 |
| 6 | d8 černý král · f7 bílý dáma · b6 černý věž · d5 bílý král | d8 černý král · f7 bílý dáma · b6 černý věž · d5 bílý král | d8 černý král · f7 bílý dáma · b6 černý věž · d5 bílý král | d8 černý král · f7 bílý dáma · b6 černý věž · d5 bílý král | d8 černý král · f7 bílý dáma · b6 černý věž · d5 bílý král | d8 černý král · f7 bílý dáma · b6 černý věž · d5 bílý král | d8 černý král · f7 bílý dáma · b6 černý věž · d5 bílý král | d8 černý král · f7 bílý dáma · b6 černý věž · d5 bílý král | 6 |
| 5 | d8 černý král · f7 bílý dáma · b6 černý věž · d5 bílý král | d8 černý král · f7 bílý dáma · b6 černý věž · d5 bílý král | d8 černý král · f7 bílý dáma · b6 černý věž · d5 bílý král | d8 černý král · f7 bílý dáma · b6 černý věž · d5 bílý král | d8 černý král · f7 bílý dáma · b6 černý věž · d5 bílý král | d8 černý král · f7 bílý dáma · b6 černý věž · d5 bílý král | d8 černý král · f7 bílý dáma · b6 černý věž · d5 bílý král | d8 černý král · f7 bílý dáma · b6 černý věž · d5 bílý král | 5 |
| 4 | d8 černý král · f7 bílý dáma · b6 černý věž · d5 bílý král | d8 černý král · f7 bílý dáma · b6 černý věž · d5 bílý král | d8 černý král · f7 bílý dáma · b6 černý věž · d5 bílý král | d8 černý král · f7 bílý dáma · b6 černý věž · d5 bílý král | d8 černý král · f7 bílý dáma · b6 černý věž · d5 bílý král | d8 černý král · f7 bílý dáma · b6 černý věž · d5 bílý král | d8 černý král · f7 bílý dáma · b6 černý věž · d5 bílý král | d8 černý král · f7 bílý dáma · b6 černý věž · d5 bílý král | 4 |
| 3 | d8 černý král · f7 bílý dáma · b6 černý věž · d5 bílý král | d8 černý král · f7 bílý dáma · b6 černý věž · d5 bílý král | d8 černý král · f7 bílý dáma · b6 černý věž · d5 bílý král | d8 černý král · f7 bílý dáma · b6 černý věž · d5 bílý král | d8 černý král · f7 bílý dáma · b6 černý věž · d5 bílý král | d8 černý král · f7 bílý dáma · b6 černý věž · d5 bílý král | d8 černý král · f7 bílý dáma · b6 černý věž · d5 bílý král | d8 černý král · f7 bílý dáma · b6 černý věž · d5 bílý král | 3 |
| 2 | d8 černý král · f7 bílý dáma · b6 černý věž · d5 bílý král | d8 černý král · f7 bílý dáma · b6 černý věž · d5 bílý král | d8 černý král · f7 bílý dáma · b6 černý věž · d5 bílý král | d8 černý král · f7 bílý dáma · b6 černý věž · d5 bílý král | d8 černý král · f7 bílý dáma · b6 černý věž · d5 bílý král | d8 černý král · f7 bílý dáma · b6 černý věž · d5 bílý král | d8 černý král · f7 bílý dáma · b6 černý věž · d5 bílý král | d8 černý král · f7 bílý dáma · b6 černý věž · d5 bílý král | 2 |
| 1 | d8 černý král · f7 bílý dáma · b6 černý věž · d5 bílý král | d8 černý král · f7 bílý dáma · b6 černý věž · d5 bílý král | d8 černý král · f7 bílý dáma · b6 černý věž · d5 bílý král | d8 černý král · f7 bílý dáma · b6 černý věž · d5 bílý král | d8 černý král · f7 bílý dáma · b6 černý věž · d5 bílý král | d8 černý král · f7 bílý dáma · b6 černý věž · d5 bílý král | d8 černý král · f7 bílý dáma · b6 černý věž · d5 bílý král | d8 černý král · f7 bílý dáma · b6 černý věž · d5 bílý král | 1 |
|   | a                                                          | b                                                          | c                                                          | d                                                          | e                                                          | f                                                          | g                                                          | h                                                          |   |

Samotná dáma s králem je proti samotné věži s králem vyhraná, pokud okamžitě nenastává remíza patem či věčný šachem. Vyhrávající proces obvykle zahrnuje zisk věže pomocí vidličky. Mat je však možný i s věží na desce. Výhra obvykle spočívá v kombinování obou hrozeb. Při přesné obraně však může být pro lidský mozek těžké prolomit strojově přesnou obranu.
Jedna z možných obran se nazývá "obrana třetí řady". V takové pozici je věž na třetí řadě či sloupci od kraje šachovnice, král na kraji desky a soupeřův král je věží odříznut na druhé straně šachovnice (pozice je na diagramu). Vyhrávají tah je v tomto případě zcela neintuitivní odstranění dámy z výhodné sedmé řady. 1.Df4 pokud se věž bude sama pohybovat po šesté řadě, bude vyšachována 1...Kd7 2.Da4+ Kc7; 3. Da7+ Vb7. Tato pozice je již snadno vyhrána.
I když je dáma proti věži vždy vyhraná, někdy se těžko uplatňuje i velmistrům, zvláště v časové tísni. Kupříkladu Veselin Topalov měl roku 2002 proti Petru Svidlerovi potíže s touto pozicí.

## Dáma proti dvěma lehkým figurám
|   | a                                                                                | b                                                                                | c                                                                                | d                                                                                | e                                                                                | f                                                                                | g                                                                                | h                                                                                |   |
| 8 | a8 černý král · b7 černý střelec · d6 bílý dáma · c5 bílý král · d5 černý jezdec | a8 černý král · b7 černý střelec · d6 bílý dáma · c5 bílý král · d5 černý jezdec | a8 černý král · b7 černý střelec · d6 bílý dáma · c5 bílý král · d5 černý jezdec | a8 černý král · b7 černý střelec · d6 bílý dáma · c5 bílý král · d5 černý jezdec | a8 černý král · b7 černý střelec · d6 bílý dáma · c5 bílý král · d5 černý jezdec | a8 černý král · b7 černý střelec · d6 bílý dáma · c5 bílý král · d5 černý jezdec | a8 černý král · b7 černý střelec · d6 bílý dáma · c5 bílý král · d5 černý jezdec | a8 černý král · b7 černý střelec · d6 bílý dáma · c5 bílý král · d5 černý jezdec | 8 |
| 7 | a8 černý král · b7 černý střelec · d6 bílý dáma · c5 bílý král · d5 černý jezdec | a8 černý král · b7 černý střelec · d6 bílý dáma · c5 bílý král · d5 černý jezdec | a8 černý král · b7 černý střelec · d6 bílý dáma · c5 bílý král · d5 černý jezdec | a8 černý král · b7 černý střelec · d6 bílý dáma · c5 bílý král · d5 černý jezdec | a8 černý král · b7 černý střelec · d6 bílý dáma · c5 bílý král · d5 černý jezdec | a8 černý král · b7 černý střelec · d6 bílý dáma · c5 bílý král · d5 černý jezdec | a8 černý král · b7 černý střelec · d6 bílý dáma · c5 bílý král · d5 černý jezdec | a8 černý král · b7 černý střelec · d6 bílý dáma · c5 bílý král · d5 černý jezdec | 7 |
| 6 | a8 černý král · b7 černý střelec · d6 bílý dáma · c5 bílý král · d5 černý jezdec | a8 černý král · b7 černý střelec · d6 bílý dáma · c5 bílý král · d5 černý jezdec | a8 černý král · b7 černý střelec · d6 bílý dáma · c5 bílý král · d5 černý jezdec | a8 černý král · b7 černý střelec · d6 bílý dáma · c5 bílý král · d5 černý jezdec | a8 černý král · b7 černý střelec · d6 bílý dáma · c5 bílý král · d5 černý jezdec | a8 černý král · b7 černý střelec · d6 bílý dáma · c5 bílý král · d5 černý jezdec | a8 černý král · b7 černý střelec · d6 bílý dáma · c5 bílý král · d5 černý jezdec | a8 černý král · b7 černý střelec · d6 bílý dáma · c5 bílý král · d5 černý jezdec | 6 |
| 5 | a8 černý král · b7 černý střelec · d6 bílý dáma · c5 bílý král · d5 černý jezdec | a8 černý král · b7 černý střelec · d6 bílý dáma · c5 bílý král · d5 černý jezdec | a8 černý král · b7 černý střelec · d6 bílý dáma · c5 bílý král · d5 černý jezdec | a8 černý král · b7 černý střelec · d6 bílý dáma · c5 bílý král · d5 černý jezdec | a8 černý král · b7 černý střelec · d6 bílý dáma · c5 bílý král · d5 černý jezdec | a8 černý král · b7 černý střelec · d6 bílý dáma · c5 bílý král · d5 černý jezdec | a8 černý král · b7 černý střelec · d6 bílý dáma · c5 bílý král · d5 černý jezdec | a8 černý král · b7 černý střelec · d6 bílý dáma · c5 bílý král · d5 černý jezdec | 5 |
| 4 | a8 černý král · b7 černý střelec · d6 bílý dáma · c5 bílý král · d5 černý jezdec | a8 černý král · b7 černý střelec · d6 bílý dáma · c5 bílý král · d5 černý jezdec | a8 černý král · b7 černý střelec · d6 bílý dáma · c5 bílý král · d5 černý jezdec | a8 černý král · b7 černý střelec · d6 bílý dáma · c5 bílý král · d5 černý jezdec | a8 černý král · b7 černý střelec · d6 bílý dáma · c5 bílý král · d5 černý jezdec | a8 černý král · b7 černý střelec · d6 bílý dáma · c5 bílý král · d5 černý jezdec | a8 černý král · b7 černý střelec · d6 bílý dáma · c5 bílý král · d5 černý jezdec | a8 černý král · b7 černý střelec · d6 bílý dáma · c5 bílý král · d5 černý jezdec | 4 |
| 3 | a8 černý král · b7 černý střelec · d6 bílý dáma · c5 bílý král · d5 černý jezdec | a8 černý král · b7 černý střelec · d6 bílý dáma · c5 bílý král · d5 černý jezdec | a8 černý král · b7 černý střelec · d6 bílý dáma · c5 bílý král · d5 černý jezdec | a8 černý král · b7 černý střelec · d6 bílý dáma · c5 bílý král · d5 černý jezdec | a8 černý král · b7 černý střelec · d6 bílý dáma · c5 bílý král · d5 černý jezdec | a8 černý král · b7 černý střelec · d6 bílý dáma · c5 bílý král · d5 černý jezdec | a8 černý král · b7 černý střelec · d6 bílý dáma · c5 bílý král · d5 černý jezdec | a8 černý král · b7 černý střelec · d6 bílý dáma · c5 bílý král · d5 černý jezdec | 3 |
| 2 | a8 černý král · b7 černý střelec · d6 bílý dáma · c5 bílý král · d5 černý jezdec | a8 černý král · b7 černý střelec · d6 bílý dáma · c5 bílý král · d5 černý jezdec | a8 černý král · b7 černý střelec · d6 bílý dáma · c5 bílý král · d5 černý jezdec | a8 černý král · b7 černý střelec · d6 bílý dáma · c5 bílý král · d5 černý jezdec | a8 černý král · b7 černý střelec · d6 bílý dáma · c5 bílý král · d5 černý jezdec | a8 černý král · b7 černý střelec · d6 bílý dáma · c5 bílý král · d5 černý jezdec | a8 černý král · b7 černý střelec · d6 bílý dáma · c5 bílý král · d5 černý jezdec | a8 černý král · b7 černý střelec · d6 bílý dáma · c5 bílý král · d5 černý jezdec | 2 |
| 1 | a8 černý král · b7 černý střelec · d6 bílý dáma · c5 bílý král · d5 černý jezdec | a8 černý král · b7 černý střelec · d6 bílý dáma · c5 bílý král · d5 černý jezdec | a8 černý král · b7 černý střelec · d6 bílý dáma · c5 bílý král · d5 černý jezdec | a8 černý král · b7 černý střelec · d6 bílý dáma · c5 bílý král · d5 černý jezdec | a8 černý král · b7 černý střelec · d6 bílý dáma · c5 bílý král · d5 černý jezdec | a8 černý král · b7 černý střelec · d6 bílý dáma · c5 bílý král · d5 černý jezdec | a8 černý král · b7 černý střelec · d6 bílý dáma · c5 bílý král · d5 černý jezdec | a8 černý král · b7 černý střelec · d6 bílý dáma · c5 bílý král · d5 černý jezdec | 1 |
|   | a                                                                                | b                                                                                | c                                                                                | d                                                                                | e                                                                                | f                                                                                | g                                                                                | h                                                                                |   |

### Dáma proti střelci a jezdci
Dáma proti střelci a jezdci je obvykle vyhraná stranou která má dámu. K výhře stačí ukořistit jednu z lehkých figur, což nemusí být těžké, jelikož koordinace samotných dvou lehkých figur je značně obtížná. Je zde však remizová šance, spočívající ve vystavění postavení, zobrazeného na diagramu. Zde již bílý nemůže nijak účelně zesilovat tlak ani vytvářet jakékoliv účelné matové hrozby. Dostat se však do této remizové pozice je však vynuceně možno jen ve velmi malém procentu partií
1. Kb5 Ka7
2. Dd8 Sa8
3. Ka5 Sb7.

### Dáma proti dvěma střelcům
|   | a                                                                                 | b                                                                                 | c                                                                                 | d                                                                                 | e                                                                                 | f                                                                                 | g                                                                                 | h                                                                                 |   |
| 8 | b7 černý král · b6 černý střelec · c6 černý střelec · e6 bílý dáma · b4 bílý král | b7 černý král · b6 černý střelec · c6 černý střelec · e6 bílý dáma · b4 bílý král | b7 černý král · b6 černý střelec · c6 černý střelec · e6 bílý dáma · b4 bílý král | b7 černý král · b6 černý střelec · c6 černý střelec · e6 bílý dáma · b4 bílý král | b7 černý král · b6 černý střelec · c6 černý střelec · e6 bílý dáma · b4 bílý král | b7 černý král · b6 černý střelec · c6 černý střelec · e6 bílý dáma · b4 bílý král | b7 černý král · b6 černý střelec · c6 černý střelec · e6 bílý dáma · b4 bílý král | b7 černý král · b6 černý střelec · c6 černý střelec · e6 bílý dáma · b4 bílý král | 8 |
| 7 | b7 černý král · b6 černý střelec · c6 černý střelec · e6 bílý dáma · b4 bílý král | b7 černý král · b6 černý střelec · c6 černý střelec · e6 bílý dáma · b4 bílý král | b7 černý král · b6 černý střelec · c6 černý střelec · e6 bílý dáma · b4 bílý král | b7 černý král · b6 černý střelec · c6 černý střelec · e6 bílý dáma · b4 bílý král | b7 černý král · b6 černý střelec · c6 černý střelec · e6 bílý dáma · b4 bílý král | b7 černý král · b6 černý střelec · c6 černý střelec · e6 bílý dáma · b4 bílý král | b7 černý král · b6 černý střelec · c6 černý střelec · e6 bílý dáma · b4 bílý král | b7 černý král · b6 černý střelec · c6 černý střelec · e6 bílý dáma · b4 bílý král | 7 |
| 6 | b7 černý král · b6 černý střelec · c6 černý střelec · e6 bílý dáma · b4 bílý král | b7 černý král · b6 černý střelec · c6 černý střelec · e6 bílý dáma · b4 bílý král | b7 černý král · b6 černý střelec · c6 černý střelec · e6 bílý dáma · b4 bílý král | b7 černý král · b6 černý střelec · c6 černý střelec · e6 bílý dáma · b4 bílý král | b7 černý král · b6 černý střelec · c6 černý střelec · e6 bílý dáma · b4 bílý král | b7 černý král · b6 černý střelec · c6 černý střelec · e6 bílý dáma · b4 bílý král | b7 černý král · b6 černý střelec · c6 černý střelec · e6 bílý dáma · b4 bílý král | b7 černý král · b6 černý střelec · c6 černý střelec · e6 bílý dáma · b4 bílý král | 6 |
| 5 | b7 černý král · b6 černý střelec · c6 černý střelec · e6 bílý dáma · b4 bílý král | b7 černý král · b6 černý střelec · c6 černý střelec · e6 bílý dáma · b4 bílý král | b7 černý král · b6 černý střelec · c6 černý střelec · e6 bílý dáma · b4 bílý král | b7 černý král · b6 černý střelec · c6 černý střelec · e6 bílý dáma · b4 bílý král | b7 černý král · b6 černý střelec · c6 černý střelec · e6 bílý dáma · b4 bílý král | b7 černý král · b6 černý střelec · c6 černý střelec · e6 bílý dáma · b4 bílý král | b7 černý král · b6 černý střelec · c6 černý střelec · e6 bílý dáma · b4 bílý král | b7 černý král · b6 černý střelec · c6 černý střelec · e6 bílý dáma · b4 bílý král | 5 |
| 4 | b7 černý král · b6 černý střelec · c6 černý střelec · e6 bílý dáma · b4 bílý král | b7 černý král · b6 černý střelec · c6 černý střelec · e6 bílý dáma · b4 bílý král | b7 černý král · b6 černý střelec · c6 černý střelec · e6 bílý dáma · b4 bílý král | b7 černý král · b6 černý střelec · c6 černý střelec · e6 bílý dáma · b4 bílý král | b7 černý král · b6 černý střelec · c6 černý střelec · e6 bílý dáma · b4 bílý král | b7 černý král · b6 černý střelec · c6 černý střelec · e6 bílý dáma · b4 bílý král | b7 černý král · b6 černý střelec · c6 černý střelec · e6 bílý dáma · b4 bílý král | b7 černý král · b6 černý střelec · c6 černý střelec · e6 bílý dáma · b4 bílý král | 4 |
| 3 | b7 černý král · b6 černý střelec · c6 černý střelec · e6 bílý dáma · b4 bílý král | b7 černý král · b6 černý střelec · c6 černý střelec · e6 bílý dáma · b4 bílý král | b7 černý král · b6 černý střelec · c6 černý střelec · e6 bílý dáma · b4 bílý král | b7 černý král · b6 černý střelec · c6 černý střelec · e6 bílý dáma · b4 bílý král | b7 černý král · b6 černý střelec · c6 černý střelec · e6 bílý dáma · b4 bílý král | b7 černý král · b6 černý střelec · c6 černý střelec · e6 bílý dáma · b4 bílý král | b7 černý král · b6 černý střelec · c6 černý střelec · e6 bílý dáma · b4 bílý král | b7 černý král · b6 černý střelec · c6 černý střelec · e6 bílý dáma · b4 bílý král | 3 |
| 2 | b7 černý král · b6 černý střelec · c6 černý střelec · e6 bílý dáma · b4 bílý král | b7 černý král · b6 černý střelec · c6 černý střelec · e6 bílý dáma · b4 bílý král | b7 černý král · b6 černý střelec · c6 černý střelec · e6 bílý dáma · b4 bílý král | b7 černý král · b6 černý střelec · c6 černý střelec · e6 bílý dáma · b4 bílý král | b7 černý král · b6 černý střelec · c6 černý střelec · e6 bílý dáma · b4 bílý král | b7 černý král · b6 černý střelec · c6 černý střelec · e6 bílý dáma · b4 bílý král | b7 černý král · b6 černý střelec · c6 černý střelec · e6 bílý dáma · b4 bílý král | b7 černý král · b6 černý střelec · c6 černý střelec · e6 bílý dáma · b4 bílý král | 2 |
| 1 | b7 černý král · b6 černý střelec · c6 černý střelec · e6 bílý dáma · b4 bílý král | b7 černý král · b6 černý střelec · c6 černý střelec · e6 bílý dáma · b4 bílý král | b7 černý král · b6 černý střelec · c6 černý střelec · e6 bílý dáma · b4 bílý král | b7 černý král · b6 černý střelec · c6 černý střelec · e6 bílý dáma · b4 bílý král | b7 černý král · b6 černý střelec · c6 černý střelec · e6 bílý dáma · b4 bílý král | b7 černý král · b6 černý střelec · c6 černý střelec · e6 bílý dáma · b4 bílý král | b7 černý král · b6 černý střelec · c6 černý střelec · e6 bílý dáma · b4 bílý král | b7 černý král · b6 černý střelec · c6 černý střelec · e6 bílý dáma · b4 bílý král | 1 |
|   | a                                                                                 | b                                                                                 | c                                                                                 | d                                                                                 | e                                                                                 | f                                                                                 | g                                                                                 | h                                                                                 |   |

Dáma proti dvěma střelcům je teoreticky vyhraná, mnoho běžných pozic však vyžaduje až sedmdesát jedna tahů do matu (po padesáti tazích bez táhnutí pěšce či braní figury je dle pravidel FIDE remíza). A je zde opět jedna možnost vystavění remizové pevnosti, takzvané Lolliho pozice, jenž je zobrazena na diagramu.
1. De7+ Kc8
2. De6+ KS7
3. Dd6 Sa7
4. De7+ KS6!
5. Dd8+ KS7!
6. Ka5 Sc5!
A bílý nemůže zabránit 7...Sb6, čímž se černý vrátí do Lolliho pozice. Pokud bránící strana není schopna dosáhnout této pozice, tak prohrává (jediná její šance spočívá v pravidle o padesáti tazích). Nutno dodat že výše zmíněné obranné techniky platí pouze pokud jsou střelci různobarevní (tedy jeden černopolný a druhý bělopolný).

### Dáma proti dvěma jezdcům
|   | a                                                                               | b                                                                               | c                                                                               | d                                                                               | e                                                                               | f                                                                               | g                                                                               | h                                                                               |   |
| 8 | e6 černý jezdec · f6 černý jezdec · e5 černý král · e3 bílý král · a2 bílý dáma | e6 černý jezdec · f6 černý jezdec · e5 černý král · e3 bílý král · a2 bílý dáma | e6 černý jezdec · f6 černý jezdec · e5 černý král · e3 bílý král · a2 bílý dáma | e6 černý jezdec · f6 černý jezdec · e5 černý král · e3 bílý král · a2 bílý dáma | e6 černý jezdec · f6 černý jezdec · e5 černý král · e3 bílý král · a2 bílý dáma | e6 černý jezdec · f6 černý jezdec · e5 černý král · e3 bílý král · a2 bílý dáma | e6 černý jezdec · f6 černý jezdec · e5 černý král · e3 bílý král · a2 bílý dáma | e6 černý jezdec · f6 černý jezdec · e5 černý král · e3 bílý král · a2 bílý dáma | 8 |
| 7 | e6 černý jezdec · f6 černý jezdec · e5 černý král · e3 bílý král · a2 bílý dáma | e6 černý jezdec · f6 černý jezdec · e5 černý král · e3 bílý král · a2 bílý dáma | e6 černý jezdec · f6 černý jezdec · e5 černý král · e3 bílý král · a2 bílý dáma | e6 černý jezdec · f6 černý jezdec · e5 černý král · e3 bílý král · a2 bílý dáma | e6 černý jezdec · f6 černý jezdec · e5 černý král · e3 bílý král · a2 bílý dáma | e6 černý jezdec · f6 černý jezdec · e5 černý král · e3 bílý král · a2 bílý dáma | e6 černý jezdec · f6 černý jezdec · e5 černý král · e3 bílý král · a2 bílý dáma | e6 černý jezdec · f6 černý jezdec · e5 černý král · e3 bílý král · a2 bílý dáma | 7 |
| 6 | e6 černý jezdec · f6 černý jezdec · e5 černý král · e3 bílý král · a2 bílý dáma | e6 černý jezdec · f6 černý jezdec · e5 černý král · e3 bílý král · a2 bílý dáma | e6 černý jezdec · f6 černý jezdec · e5 černý král · e3 bílý král · a2 bílý dáma | e6 černý jezdec · f6 černý jezdec · e5 černý král · e3 bílý král · a2 bílý dáma | e6 černý jezdec · f6 černý jezdec · e5 černý král · e3 bílý král · a2 bílý dáma | e6 černý jezdec · f6 černý jezdec · e5 černý král · e3 bílý král · a2 bílý dáma | e6 černý jezdec · f6 černý jezdec · e5 černý král · e3 bílý král · a2 bílý dáma | e6 černý jezdec · f6 černý jezdec · e5 černý král · e3 bílý král · a2 bílý dáma | 6 |
| 5 | e6 černý jezdec · f6 černý jezdec · e5 černý král · e3 bílý král · a2 bílý dáma | e6 černý jezdec · f6 černý jezdec · e5 černý král · e3 bílý král · a2 bílý dáma | e6 černý jezdec · f6 černý jezdec · e5 černý král · e3 bílý král · a2 bílý dáma | e6 černý jezdec · f6 černý jezdec · e5 černý král · e3 bílý král · a2 bílý dáma | e6 černý jezdec · f6 černý jezdec · e5 černý král · e3 bílý král · a2 bílý dáma | e6 černý jezdec · f6 černý jezdec · e5 černý král · e3 bílý král · a2 bílý dáma | e6 černý jezdec · f6 černý jezdec · e5 černý král · e3 bílý král · a2 bílý dáma | e6 černý jezdec · f6 černý jezdec · e5 černý král · e3 bílý král · a2 bílý dáma | 5 |
| 4 | e6 černý jezdec · f6 černý jezdec · e5 černý král · e3 bílý král · a2 bílý dáma | e6 černý jezdec · f6 černý jezdec · e5 černý král · e3 bílý král · a2 bílý dáma | e6 černý jezdec · f6 černý jezdec · e5 černý král · e3 bílý král · a2 bílý dáma | e6 černý jezdec · f6 černý jezdec · e5 černý král · e3 bílý král · a2 bílý dáma | e6 černý jezdec · f6 černý jezdec · e5 černý král · e3 bílý král · a2 bílý dáma | e6 černý jezdec · f6 černý jezdec · e5 černý král · e3 bílý král · a2 bílý dáma | e6 černý jezdec · f6 černý jezdec · e5 černý král · e3 bílý král · a2 bílý dáma | e6 černý jezdec · f6 černý jezdec · e5 černý král · e3 bílý král · a2 bílý dáma | 4 |
| 3 | e6 černý jezdec · f6 černý jezdec · e5 černý král · e3 bílý král · a2 bílý dáma | e6 černý jezdec · f6 černý jezdec · e5 černý král · e3 bílý král · a2 bílý dáma | e6 černý jezdec · f6 černý jezdec · e5 černý král · e3 bílý král · a2 bílý dáma | e6 černý jezdec · f6 černý jezdec · e5 černý král · e3 bílý král · a2 bílý dáma | e6 černý jezdec · f6 černý jezdec · e5 černý král · e3 bílý král · a2 bílý dáma | e6 černý jezdec · f6 černý jezdec · e5 černý král · e3 bílý král · a2 bílý dáma | e6 černý jezdec · f6 černý jezdec · e5 černý král · e3 bílý král · a2 bílý dáma | e6 černý jezdec · f6 černý jezdec · e5 černý král · e3 bílý král · a2 bílý dáma | 3 |
| 2 | e6 černý jezdec · f6 černý jezdec · e5 černý král · e3 bílý král · a2 bílý dáma | e6 černý jezdec · f6 černý jezdec · e5 černý král · e3 bílý král · a2 bílý dáma | e6 černý jezdec · f6 černý jezdec · e5 černý král · e3 bílý král · a2 bílý dáma | e6 černý jezdec · f6 černý jezdec · e5 černý král · e3 bílý král · a2 bílý dáma | e6 černý jezdec · f6 černý jezdec · e5 černý král · e3 bílý král · a2 bílý dáma | e6 černý jezdec · f6 černý jezdec · e5 černý král · e3 bílý král · a2 bílý dáma | e6 černý jezdec · f6 černý jezdec · e5 černý král · e3 bílý král · a2 bílý dáma | e6 černý jezdec · f6 černý jezdec · e5 černý král · e3 bílý král · a2 bílý dáma | 2 |
| 1 | e6 černý jezdec · f6 černý jezdec · e5 černý král · e3 bílý král · a2 bílý dáma | e6 černý jezdec · f6 černý jezdec · e5 černý král · e3 bílý král · a2 bílý dáma | e6 černý jezdec · f6 černý jezdec · e5 černý král · e3 bílý král · a2 bílý dáma | e6 černý jezdec · f6 černý jezdec · e5 černý král · e3 bílý král · a2 bílý dáma | e6 černý jezdec · f6 černý jezdec · e5 černý král · e3 bílý král · a2 bílý dáma | e6 černý jezdec · f6 černý jezdec · e5 černý král · e3 bílý král · a2 bílý dáma | e6 černý jezdec · f6 černý jezdec · e5 černý král · e3 bílý král · a2 bílý dáma | e6 černý jezdec · f6 černý jezdec · e5 černý král · e3 bílý král · a2 bílý dáma | 1 |
|   | a                                                                               | b                                                                               | c                                                                               | d                                                                               | e                                                                               | f                                                                               | g                                                                               | h                                                                               |   |

Dva jezdci proti dámě obvykle remizují pomocí vystavění remízové pevnosti. Níže uvedené metody lze použít skoro v každé pozici, ale bránící strana musí hrát přesně, jinak rychle prohraje. Jezdci se postaví na řadu vedle sebe. Král se postaví mezi své dva jezdce a soupeřova krále. Pokud se jezdci nemohou postavit na řadu vedle sebe, dobrá možnost je taktéž postavit je diagonálně od sebe. Třetí možnost je postavit je tak, aby se vzájemně kryli. Tato metoda je však rizikovější než předchozí dvě.